# ヴァフタング5世 (カルトリ王)
ヴァフタング5世（グルジア語: ვახტანგ V、グルジア語ラテン翻字: Vakhtang V、1618年 – 1676年9月）は、ジョージアにあったカルトリ王国の王。イスラム名でシャー・ナヴァーズ・ハーン（ペルシア語: شاه نواز خان、ペルシア語ラテン翻字: Shah Nawaz Khan）としても知られる。ムフラニ公ヴァフタング2世（グルジア語: ვახტანგ II、グルジア語ラテン翻字: Vakhtang II）あるいはバフタ・ムフランバトニ（グルジア語: ბახუტა მუხრანბატონი、グルジア語ラテン翻字: Bakhuta Mukhranbatoni）として、ムフラニのバトニ（公）の地位にもあった。バグラティオニ王家の分家ムフラニ家を出自とし、ペルシアの政治家でもあった。ムフラニ家の生まれとして初めてカルトリ王となった人物であり、ムフラニ家はその後1746年までトビリシを支配した。ヴァフタングは、その後のカヘティ王国およびイメレティ王国の王の父方の祖先となった。またピョートル・バグラチオンなど多くのロシア系ジョージア貴族の祖先でもある。
ヴァフタング5世は16世紀初頭からジョージア中央部のムフラニを支配してきたバトニ（公）の血筋に生まれた。ヴァフタングはムフラニ公テイムラズ1世の長男であった。1625年に父テイムラズ1世が死去した際にはムフラニ公の地位を継がなかったが、1634年頃にペルシア（サファヴィー朝イラン）の軍が侵攻してきた際にムフラニ公の地位を継承した。ヴァフタングはカルトリ王国内で親ペルシア派の同盟に加わっており、1653年に跡継ぎのいないカルトリ王ロストムから後継者に指名された。だがカルトリの王になるためにはイスラム教に改宗する必要があった。ヴァフタングは摂政となり、ロストムの権威で辛うじて団結していた有力なジョージア貴族と同盟を結ぶことを試みたが、失敗に終わった。1659年にヴァフタングがカルトリ王に即位すると、有力貴族たちはすぐに反乱を起こした。
ヴァフタング5世はキリスト教国家であるカルトリ王国に王として君臨したが、国際的にはペルシアの総督（ヴァーリ）としてのみ認められた。ヴァフタングの内政・外交政策はペルシアの影響を強く受けた。ペルシアの政治的支配に対し、東ジョージアのカヘティ王国では反乱が発生したが（カヘティ蜂起）、ヴァフタングはこれを抑え、1660年にはカヘティを完全に支配した。またイメレティ王国およびサメグレロ公国を侵略し、西ジョージアも征服した。これにより、15世紀以来、再びジョージアのすべての国家を支配するジョージアの王となった。
ヴァフタング5世の治世には多くの敵が存在した。アラグヴィ公のザアルとオタルがその代表格である。ヴァフタングは多くの反乱を鎮圧し、王国の中央集権化を進め、貴族の自治を削減する努力を続けた。カヘティのエレクレ1世とは少なくとも3回対峙した。ヴァフタングは息子のアルチルをカヘティ王に据え、文化的・経済的・人口的な振興政策を推進することで、カヘティの地を支配した。だが国王への権力集中はペルシアで新シャーとなったサフィー2世スライマーンの不満を招き、スライマーンはヴァフタングをペルシアに召喚した。1676年、ヴァフタング5世はペルシアへの移動の途中で崩御した。

## 生涯

### 青少年期

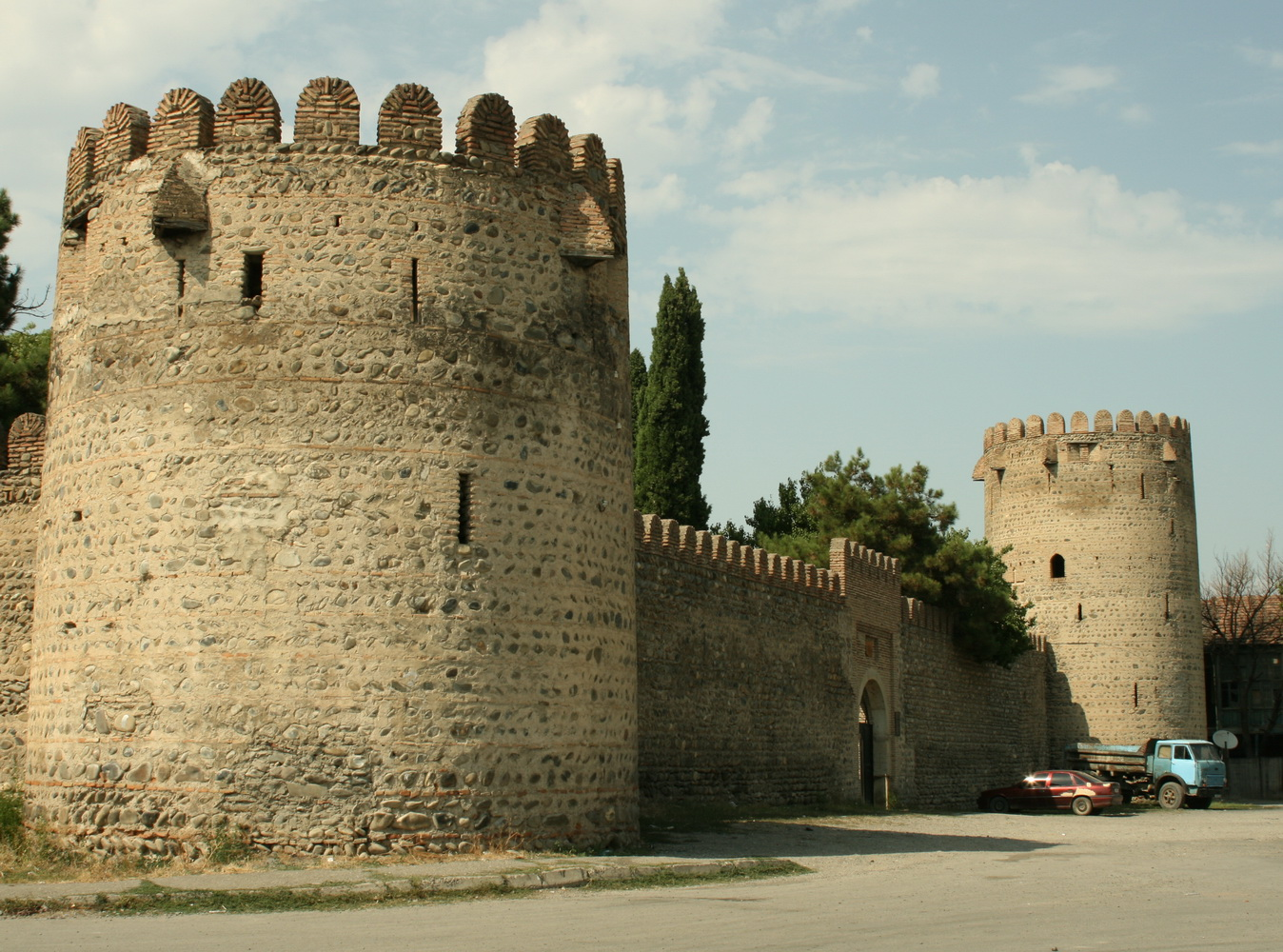
ヴァフタングは、父の居城であったムフラニ要塞で幼少期を過ごした。

ヴァフタングは1618年頃に誕生した。父はムフラニ公テイムラズ1世、母はアラグヴィ公ヌグザルの娘アナ公女であった。16世紀初頭から内カルトリを支配していたバグラティオニ家の分家ムフラニ家の血筋である。長男として生まれたヴァフタングは幼い頃から強大な公国の跡継ぎとして教育を受け、5歳になると家族から武術の訓練を受け始めた。
当時カルトリ王国とカヘティ王国は、ペルシアに占領されていた。父テイムラズはペルシアに対抗するキリスト教徒の指導者となり、1623年に王国北部のジョージア貴族からカルトリ王国の摂政に任命された。しかしながら1625年、ヴァフタングがわずか7歳の時に父テイムラズは戦死し、ムフラニ公の地位と領地は父テイムラズの弟カイホスロに引き継がれた。1627年、ヴァフタングの叔父カイホスロもカヘティ王テイムラズ1世によるカルトリ侵攻に敗れ、オスマン帝国に亡命した。その間、ヴァフタングを含めた一族はイメレティ王ギオルギ3世の宮廷に避難した。
イメレティ王国に避難した一族は領地回復を試みたが、カヘティ王テイムラズ1世の力により失敗に終わり、ムフラニ公国はカヘティ王国の王子ダヴィトの手に落ちた。その後ムフラニの地全体がペルシア派とキリスト教派の内戦の舞台となった。ムフラニはアラグヴィ公国の領内ではあったが、紛争の真っ只中に位置していた。1629年にペルシアのシャー・アッバース1世が崩御すると、親ペルシア派は分裂した。カルトリ王シモン2世はアラグヴィ公ズラブ1世からムフラニの地を没収し、当時11歳であったヴァフタングをムフラニ公ヴァフタング2世として招いた。しかしながらその数か月後、シモン2世がアラグヴィ公によって暗殺され、カヘティ王テイムラズ1世がカルトリを取り戻したため、ムフラニとヴァフタングの未来は不透明な状態となった。
1634年、正確な地位は不明であるものの、当時の中央ジョージアで最も影響力ある貴族の一人であったヴァフタングは、ペルシア軍とともにカルトリに侵攻した将軍ロストムに忠誠を誓った。ヴァフタングはペルシアのホラーサーン地方にある都市ホウナンでロストムに会い、ヴァフタングはバラティアニ家に対してもロストムに従うよう促した。トビリシでは、ペルシアを宗主国としてロストムがカルトリ王国の王を宣言した。またロストムの即位に対する反乱が起こったが、反乱軍は直ちに鎮圧された。

### ムフラニ公
ロストムの権力掌握により、ムフラニ公としてのヴァフタング2世の権力は強固なものとなった。ヴァフタングはイスラム教徒の名前「バフタ・ベグ」の名で統治を行った。1635年、カルトリ王国政府と、反乱を起こしたアラグヴィ公ダヴィト（母方の叔父）との会談にあたり、ヴァフタングはその交渉役を引き受けた。ヴァフタングはカルトリ国王ロストムとその軍隊、およびアラグヴィ公ダヴィトをムフラニに迎えた。だがこの交渉は失敗に終わり、アラグヴィ公ダヴィトはムフラニ要塞内でロストムの衛兵に暗殺された。その後ロストムはムフラニを拠点として、アラグヴィ領のドゥシェティに侵攻した。

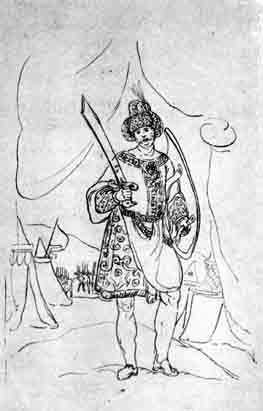
ロストムを描いたスケッチ画。1630年代、ムフラニ公ヴァフタング2世とカルトリ王ロストムは複雑な関係にあった。

この事件は、ヴァフタングとカルトリ王国の関係を大きく変えた。同年、イメレティ王国に亡命していたカヘティ王テイムラズ1世がヴァフタングの支援を受けて帰国した。ヴァフタングはイオタム・アムラフヴァリとともにカヘティを訪れ、カルトリ侵攻の計画を立てた。カルトリ王ロストムがペルシアからの増援を得られなかったことを受けて、カヘティ王テイムラズ1世はカルトリに進軍することを決めた。カヘティ王テイムラズ1世はヴァフタングやクサニ公国と同盟を結んだ。そしてカルトリ王テイムラズ1世はヴァフタングのムフラニ軍らとともにゴリを包囲した。しかし夜間の包囲戦は失敗し、ヴァフタングとテイムラズ1世らはクサニ公国のイコルタやアルツセヴィに撤退した。その後、部隊を立て直して再びゴリを攻撃したが、ロストムの軍に敗北した。ロストムはムフラニの地を壊滅させ、カヘティ王テイムラズ1世はイメレティに撤退した。
ヴァフタングは敗北を受けて、ロストムの支配下に戻ることを余儀なくされた。1638年、ヴァフタングはテイムラズ1世による侵攻の脅威を警告した。これを受けてロストムは、カヘティ王テイムラズ1世に対してカヘティに戻るよう説得するために、カトリコス総主教のエヴデモズ1世を派遣した。2年後の1640年、テイムラズ1世は再度の侵攻計画を実行に移すため、アラグヴィ公ザアルとイオタム・アムラフヴァリらの軍をアハルゴリに集結させた。1640年12月24日、ロストムはヴァフタングにムフラニ軍の派遣を要請する書簡を送った。そして12月24日から25日にかけての夜間に、次の手紙を送った。
我々は大勢を従えて到着する。貴公も兵を整え、共に神の加護のもと、夜明けを待たず行動を開始しよう。
同日夜、ロストムはムフラニに到着し、ヴァフタングの歓迎を受けた。翌12月25日未明、ロストムとヴァフタングの連合軍はアハルゴリに急行し、クリスマスの礼拝中だったテイムラズ1世らの軍を奇襲した。ヴァフタングは戦闘で顕著な活躍を見せ、テイムラズ1世らの軍は大敗した。戦いの後、ロストムとヴァフタングの連合軍は準備されていたクリスマスの食事を共にした。
1642年春、ロストムはペルシア軍を率いてカヘティへの侵攻を開始した。ヴァフタング率いるムフラニの軍は、ティアネティでカヘティ王テイムラズ1世を捕縛するよう命じられ、オグリシの戦いでテイムラズ1世と対峙した。ヴァフタングの軍はカヘティの将軍レヴァズ・チョロカシヴィリを討ち取り、テイムラズ1世は戦場から撤退した。テイムラズ1世はカヘティ東部に逃走したが、そこでロストムの追撃を受けた。

### ロストムの後継者

#### 指名

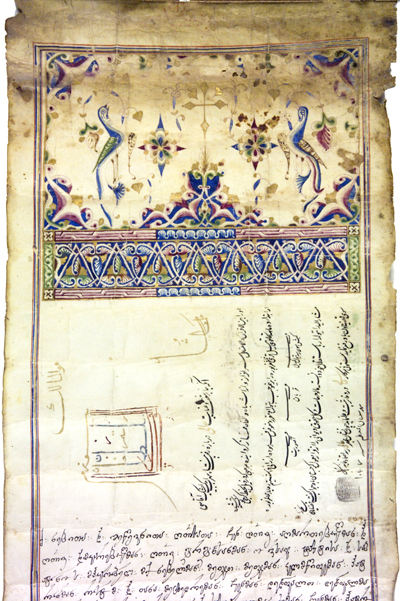
1657年の王室文書。ペルシア語とジョージア語で書かれている。

カルトリ王ロストムには嫡男がいなかったため、ロストムはバグラティオニ王家の王族ルアルサブを養子とし、後継者に指名した。しかしルアルサブは1652年、狩猟中に謎の死を遂げた。この事件は、ペルシア宮廷では政治的な暗殺と見なされた。ルアルサブの弟で、ガズヴィーン県総督であったヴァフタング・ロストム・ミルザ公は同様の運命になることを恐れて、カルトリ王ロストムの養子となることを拒否した。なお、ヴァフタング・ロストム・ミルザも同年に死亡している。そこでロストムは、野心の強かったムフラニ公ヴァフタング2世を養子とし、王位後継者に指名することに合意した。
カルトリ王ロストムの側近パルサダン・ゴルギジャニゼは、ヴァフタングの養子縁組の許可を得るため、宗主国ペルシアのシャー・アッバース2世の宮廷に派遣された。この旅程はアンリ・ブレーヌの『イベリア王国史』に記録されている。これに対しシャー・アッバース2世は返答として、ムフラニ公の肖像画を求めた。そして2週間後、ムフラニ公の肖像画がシャー・アッバース2世に届けられ、シャーの決断を後押しすることとなった。ヴァフタングはシャーの承認を得て、1653年に正式にカルトリ王ロストムの養子となり、ペルシアに送られた。ヴァフタングはシャーに名誉をもって迎えられた。ペルシア滞在中、ゴルギジャニゼ率いるジョージア外交団は、シャーにヴァフタング・ロストム・ミルザの死を報告し、ヴァフタングをカルトリの王位継承者として正式に認めるよう要請した。エスファハーンにおいてヴァフタングはイスラム教に改宗し、シャー・アッバース2世から授かった「シャー・ナヴァーズ・ハーン」の名を名乗った。この名前は「快楽の君主」または「シャーに愛された者」と訳される。
ペルシアにおいて、ヴァフタングはエスファハーンとギーラーンの総督に任命され、その後ジョージアに戻った。帰国後、ヴァフタングは公式文書で自らを「ロストムの息子」と称するようになった。また勅令では自身をイスラム名の「シャー・ナヴァーズ・ハーン」とした。その一方で、キリスト教徒の支持を得るためにヴァフタングの呼称も維持した。カルトリ王ロストムやヴァフタングの公妃マリアムの側近・従者たちは、新たな王位継承者への忠誠を誓わされた。またヴァフタングは一部の村々を封土「サヴァフタゴ」（「ヴァフタングの土地」の意）として与えられた。

#### イメレティ王国への介入

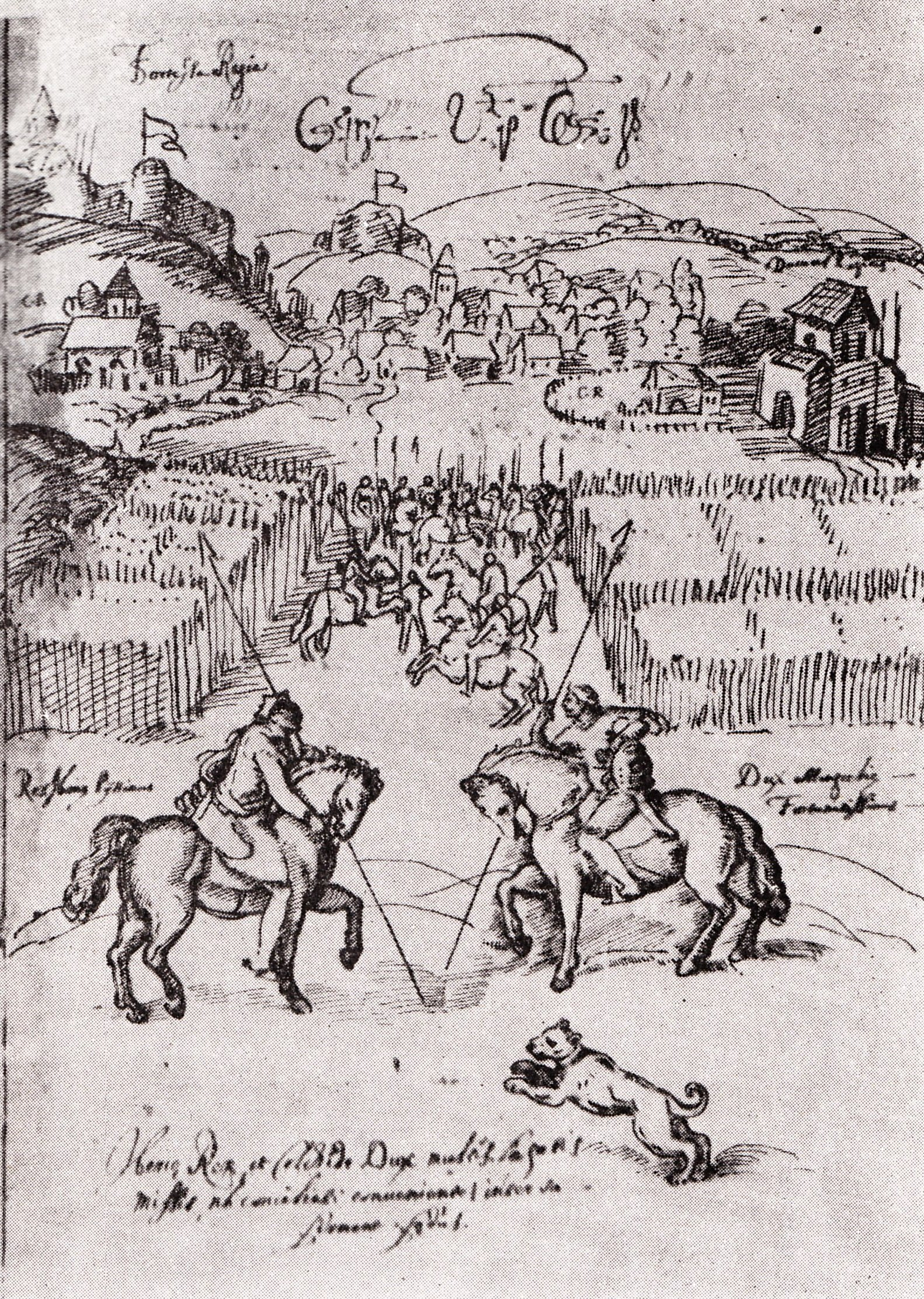
イメレティ王国戦争の場面。

トビリシにおいて、88歳となったカルトリ王ロストムは、新たに養子とした息子ヴァフタングに信頼を置いた。この信頼は、王子ルアルサブには与えられていなかったものであった。ロストムはヴァフタングをカルトリの行政官に任命し、王国の日常的な統治を任せるとともに、カルトリの軍隊の長に任命した。
1623年以降、ジョージア西部ではイメレティ王国とサメグレロ公国の間で破壊的な戦争が続いていた。ロストムはサメグレロ側に後方支援を提供していた。1658年、カルトリ王ロストムはヴァフタングを将軍に任命し、イメレティへの軍事遠征の指揮を命じた。これはサメグレロ公レヴァン2世の死去に伴う情勢変化と、イメレティ側が新たな戦略的優位性を獲得したことを背景としたものであった。同時に、カルトリ王ロストムが病に倒れたため、ヴァフタングはカルトリの統治責任をさらに担うこととなった。
ヴァフタングのイメレティ遠征には、アラグヴィ公ザアルも同行した。ヴァフタングらはオスマン帝国チルディル州の軍と協力のもと、イメレティ王アレクサンドレ3世の軍勢と戦闘を行った。しかしながら短時間で敗北し、ソマネティの森に撤退した。王室特使パルサダン・ゴルギジャニゼの証言によれば、ヴァフタングとザアルの間に戦略上の意見の相違が生じたとされる。この対立は、ゴルギジャニゼがシャー・アッバース2世に提出する書簡を用意し、ヴァフタングとザアルの2人から署名をもらおうと軍営を訪れたときに明らかとなった。この訪問においてヴァフタングとゴルギジャニゼは国の問題について話し合い、ヴァフタングはザアルの軍が前線に留まれば勝利可能であったと主張した。一方、ザアルはヴァフタングの冒険的指向に対する正式な苦情を王室特使ゴルギジャニゼに提出した。
その後アラグヴィ軍が直ちに撤退したため、ヴァフタングは戦略を再考し、カルトリに戻ることを決定した。それから1年も経たずして、イメレティ王国はこの戦争に勝利した。

#### ザアルとの対立
ヴァフタングは貴族たちの対立を避けるため、アラグヴィ公ザアルやノダル・ツィツィシヴィリと同盟を結ぼうとした。ヴァフタングは長女をザアルの息子ズラブに嫁がせ、ツィツィシヴィリの娘を息子アルチルと結婚させた。しかしこれらの婚姻によっても貴族たちとの不和を緩和することはできなかった。ザアルは老王ロストムが病に倒れた際、カヘティの貴族たちにヴァフタングへの対抗を促した。王室顧問のパルサダン・ゴルギジャニゼとバインドゥル・トゥマニシヴィリ、およびペルシアの使者モハメド・ゼメナが両陣営間の交渉を担当したが、不調に終わった。
パルサダン・ゴルギジャニゼはヴァフタングとアラグヴィ公ザアルとの間で交わされた書簡を、次のように回想している。
ヴァフタング: そもそも貴公は最初から我が領地を欲していた。今になって我に敵意を向けるのは何故なのか。貴公にどのような悪事を働いたというのか。貴公の子に我が娘を与えたし、貴公の望む土地を与える用意があるというのに。
アラグヴィ公ザアル: 我々が殿下を主君に選んだとき、殿下は娘を我が息子ズラブに嫁がせた。ノダル公には殿下の子息アルチル殿のために娘を要求してきた。その時点で我々の間には新しい敵が置かれたのだ。だがトゥルマンやトビリシの者たちはまだ存命だ。我々は殿下にカルトリの王権を与え、カヘティの王権を私に与えた。加えて、ロストム王の後は、カルトリの王には従わないと何度も誓ってきた。そうでなければ、それはまた別の問題だ。
カルトリ王ロストムは死の床で妥協案を提示した。ロストムはカルトリ王の称号と支配権を養子であるヴァフタングに譲り、カヘティをペルシアの支配下に置き、アラグヴィ公ザアルのためにエルツォとティアネティを分割した。だがこの合意は紛争に終止符を打つものではなく、ロストムの死に関する噂を招く結果となった。シャー・アッバース2世は状況を調査するために、外交官マフムード・ベグを派遣した。マフムード・ベグは調査後ペルシアに戻り、ジョージアの緊迫した状況をシャーに報告した。ヴァフタングとザアルの友好関係を信じていたペルシアの宮廷は、マフムード・ベグの報告に驚愕した。
その後、カルトリ王ロストムの健康状態はさらに悪化した。ヴァフタングは王位継承についてシャーの関与を確保するため、ペルシアに使者を派遣した。ヴァフタングは王国の指揮を引き継ぎ、1658年11月17日にロストムが崩御する前から王国を統率した。ヴァフタングが招いたペルシアの代表団が到着したのは、ロストムの死後間もなくのことであった。当時ヴァフタングは移動中で不在であり、その間に代表団はトビリシの城塞内にあるロストムと王妃マリアムの財産を保全した。

#### 即位

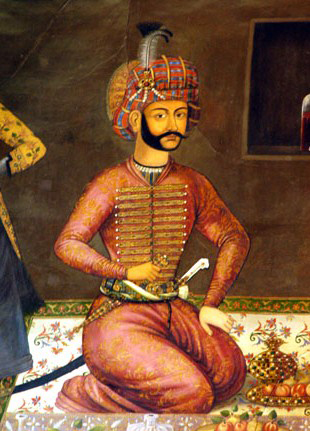
アッバース2世を描いた絵画。ヴァフタングの即位時、シャー・アッバース2世がペルシアを統治していた。

ロストムの死により、事前の定めに基づくとヴァフタングはカルトリの王に即位することとなったが、シャーアッバース2世の施設はヴァフタングをすぐにはヴァフタングを王として認めず、当初は王国の暫定統治者として扱った。この慎重な姿勢は、アラグヴィ公ザアルの勢力と紛争になる可能性を考慮したものと考えられている。アラグヴィ公ザアルは、トビリシ郊外のアヴラバリに進軍して自らを王と宣言しようとしたが、トビリシ中心部の軍の強大さを目にしてドゥシェティの自領に退き、ヴァフタングへの服従を拒否した。
1659年1月1日、ペルシアはヴァフタングを正式にカルトリの国王として承認し、ジョージア正教会による古くから伝統に従い、ムツヘタでヴァフタングの戴冠式を行うことを許可した。戴冠式では、シャー・アッバース2世から王冠、鷺の羽飾り、ダイヤモンドの剣、馬、武器を贈った。その後ヴァフタングは「シャー・ナヴァーズ・ハーン」あるいは「ヴァフタング5世」として、「東の果てと北の果てに至るまでの、アブハズ、カルトリ、ラニ、カヘティ及びアルメニアを統べる諸王の王、支配者、所有者及び君主、シルヴァンのシャー、並びにシャーハンシャー」となった。

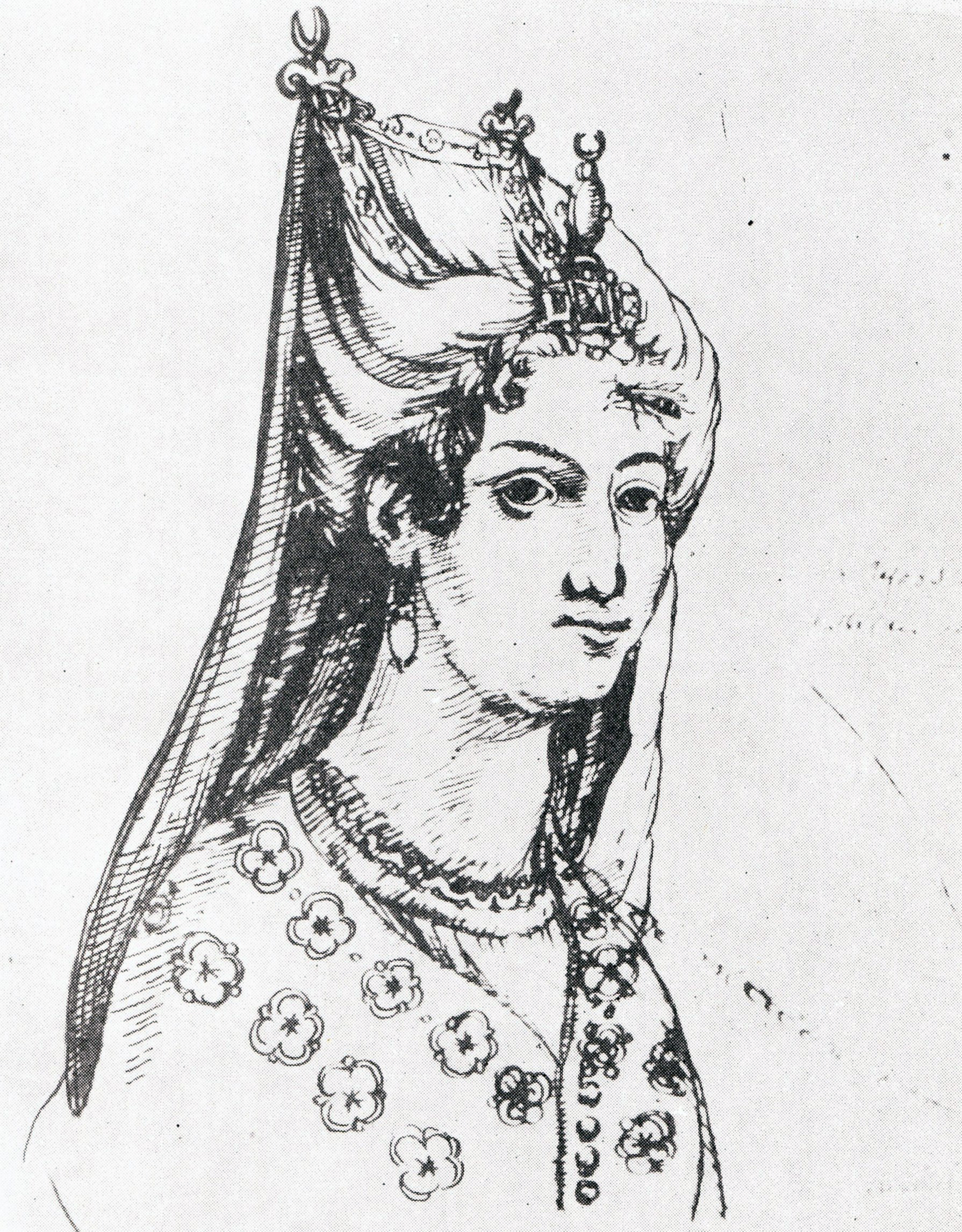
マリアム・ダディアニの肖像画

カルトリの王太后となったマリアム・ダディアニの運命は、すぐには明らかにならなかった。マリアムはシャー・アッバース2世のハレムに加えられるためにペルシアに送られることを恐れた。そのため、まず高齢であることを示すために白髪の束をシャーに送り、公の場ではできる限り顔を見せた。シャーはマリアムがジョージアに留まれるよう計らい、ヴァフタングにマリアムとの結婚を迫った。当時ヴァフタングはロダム・オルベリアニと結婚しており、ロダムは「稀代の美女」であったが、マリアムとの結婚のために離婚を余儀なくされた（あるいはいくつかの文献によると、ペルシアの伝統に従いマリアムを副妻に格下げしたとの情報もある）。ヴァフタングは当初この指示に反対をしていたが、ペルシアの使節からの圧力で受け入れざるを得なかった。
形式的な手続きとして、ヴァフタングはマリアムの兄であるサメグレロ公レヴァン2世に使節を贈り、結婚を承認させた。ヴァフタングはマリアムに黄金の玉座と宝石を贈った。婚礼は1659年2月中旬、1週間にわたって執り行われた。祝賀の後マリアム王妃はジョージアに残る権利を与えてくれた礼として、シモン2世グリエリ（元グリア公、マリアムの最初の夫）に女性1人を、シャー・アッバース2世に女性4人を、それぞれ贈った。マリアムはシモンが1672年に死去するまで、シモンと一定の関係を保ち、ヴァフタングの嫉妬を招いた。

### 統治

#### ペルシアの臣下

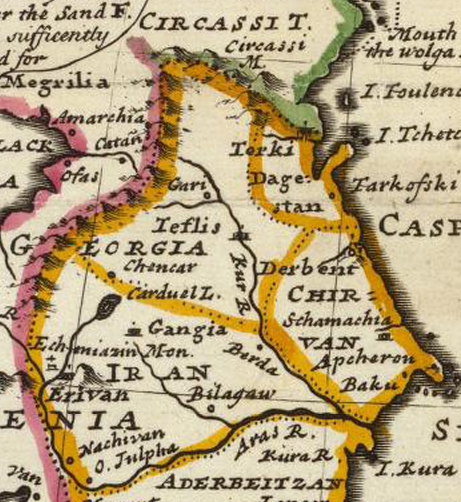
サファヴィー朝時代の南コーカサスの地図。

ヴァフタング5世は養父ロストムと同様に、独立した王としての地位は議論の対象であり続けた。ヴァフタングはジョージア正教会の儀式で戴冠し、キリスト教徒の民のためにカルトリ王ヴァフタング5世という名前を維持したが、これは一般的にはペルシアとして受け入れがたい自治のレベルであった。だが後世に確認できるペルシアの文書では、ヴァフタングはグルジスタンのヴァーリ（ジョージアの総督）であるシャー・ナヴァーズ・ハーンとして言及されており、ペルシア帝国の一州を治める高官とされている。なお1世紀以上後、ジョージア王ギオルギ12世はこの帝国内君主制を、ロシア帝国への統合の可能性の例として挙げたが、実現しなかった。
18世紀の王族で歴史家のヴァフシティ・バグラティオニによると、ヴァフタングはペルシアの利益になるよう「うまく」統治した臣下であり、すぐにペルシアで最も影響力のある政治家の一人となった。20世紀の歴史学者カリストラテ・サリアはヴァフタングについて、シャーと宰相に次ぐペルシア第3位の重要人物と位置づけている。この地位により、ジョージアの上流階級はペルシアの首都エスファハーンで力を持つようになり、ムフラニのバグラティオニ王家のもとでペルシアにおけるジョージアの影響力の時代が始まった。ジョージアの王族はシャーの宮廷の一因に加わり、ときにシーア派のヴァフタング5世らはペルシア内における宗教的な駆け引きにも関与した。
しかしながらカルトリとペルシアの密接な関係は、東ジョージア全域に及びペルシア当局の広範な枠組みの中で行われていた。1659年、シャー・アッバース2世はアッラーヴェルディ・ハーンをカヘティ総督に任命し、カヘティに15,000世帯（別の資料では1,500世帯とも）のアゼルバイジャン人を移住させ、そこにペルシアの軍事拠点3か所を建設する使命が与えられた。同時に南コーカサスのペルシア当局は、アゼルバイジャンとカラバフから50,000世帯のムスリムをカルトリに移住させた。ヴァフタング5世のカルトリ王国は6つの領域に分割され、そのうち4つの領域はカラバフのベイレルベイであるモルタザー・ゴリー・ハーンの管理下に置かれ、残り2つの領域はナヒチェヴァンの総督アリー・ゴリー・ハーン・カンケルルが管理することとなった。アリー・ゴリー・ハーン・カンケルルは移住したムスリムを直接統治したが、この分離政策はキリスト教徒とムスリムの間に多くの緊張を引き起こし、ときに暴力的な状況になることもあった。またアリー・ゴリー・ハーン・カンケルルはヴァフタング5世の領内において、トゥシェティのキリスト教徒に対する軍事遠征を指揮した。
ヴァフタングは貴族の後継者を任命する王権を保持していたが、任命にあたってはペルシア当局の許可を得ることが義務づけられていた。シャー・アッバース2世はサフィゴリー・ハーンを外交官に任命し、ヴァフタング5世とアラグヴィ公ザアルの間の和平交渉を行わせた。その結果ザアルがペルシアの首都エスファハーンの宮廷を訪問し、一時的な休戦が成立した。1660年、ヴァフタングは幼い娘アヌカをペルシアに送り、シャー・アッバース2世と結婚させることを強制された。

#### カヘティ蜂起

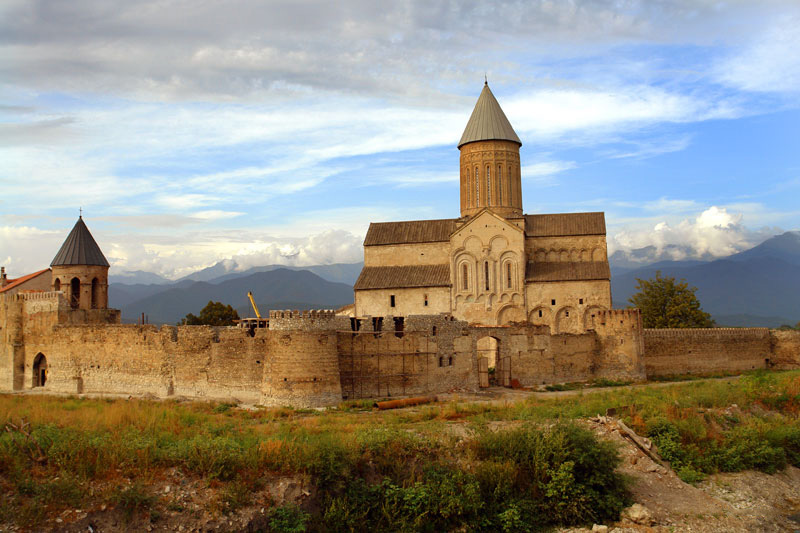
カヘティ蜂起の戦場の一つとなったアラヴェルディ修道院。

カヘティの急速なイスラム化は、ペルシアの南コーカサス総督が95,000世帯のトルクメン人を東ジョージア全域に移住させる政策を開始したことで、さらに激化した。この人口変動はキリスト教徒のジョージア人とイスラム教徒のトルクメン人の間の緊張を高めた。1659年、トルクメン人の略奪者一団がジョージア人の司祭を暴行する事件が発生したことで、緊張は頂点に達した。同時にペルシアの当局はアラヴェルディとバフトリオニの街を占領し、トルクメンの部隊を駐屯させた。これにより、北コーカサスのレズギ人がカヘティ東部でジョージア人の集落を襲撃する事態が助長された。
1659年9月夏、カヘティの山岳部族が同盟を組み、大規模な反乱を起こした。この反乱はヴァフタング5世の政敵であり、それまでペルシアに忠誠を誓っていたアラグヴィ公ザアルが率いた。クサニ公シャルヴァ・クヴェニプネヴェリとその弟、そしてカヘティの前王テイムラズ1世の側近であったビジナ・チョロカシヴィリもこの反乱に加わった。反乱軍はバフトリオニとアラヴェルディを占領し、1660年夏までにトルクメンの軍を殲滅した。ムスリム側の敗北により、ペルシアの宮廷はカヘティ総督セリム・ハーンを解任し、新たなカヘティ総督にモルテザー・アリ・ハーンに任命することとなった。モルテザー・アリ・ハーンには反乱の鎮圧任務が与えられ、さらに論争を呼んだジョージアへの移民政策を一時中断するよう命じられた。
モルテザー・アリ・ハーン総督は大軍を率いてカヘティに入り、反乱軍の進軍を止めた。総督はカヘティの大部分の支配権を取り戻したが、アラグヴィ公ザアルの捕縛には失敗した。そのためヴァフタング5世は反乱を終結させる任務を負った。1661年5月13日の日曜日、ヴァフタングはザアルの甥オタル（ヴァフタングの妹の息子でもある）を伴い、交渉開始を口実にドゥシェティでザアルと会談した。この会談においてオタルはザアルを暗殺し、ジョージアの君主と不従順な貴族の間で続いた長年の対立に永久的な終止符を打った。
ザアルの息子たちはオスマン帝国へ亡命するためサムツヘに逃れたが、ジャヴァヘティのタバツクリ湖付近で王軍に捕らえられ、人質としてシャーの宮廷に送られた。ビジナ・チョロカシヴィリとシャルヴァ・クヴェニプネヴェリの両兄弟はヴァフタング5世を恐れ、モルテザー・アリ・ハーンに慈悲を求めたが、モルテザー・アリ・ハーンは二人をペルシアの首都エスファハーンに送り、二人はアッバース2世により処刑された。ヴァフタングは反乱とその動きに関する詳細な報告書をシャーに提出した。ザアルの甥たち（オタルとその弟2人を除く）は、ヴァフタングの命令により処刑された。
この勝利によってヴァフタング5世の権力はさらに強力なものとなり、ヴァフタングはカヘティ北部を自国の領土に併合する許可をペルシアの宮廷から得た。ペルシアの目標は、親ペルシアの総督の指導のもとでカヘティを維持することであり、オタル1世を新たなアラグヴィ公に任命した。またクサニ公国は、先の反乱において中立を保っていたイエセ3世に与えられた。オタルの弟2人も昇進し、エディヘル・シダモニは王国の第一判事に、イアソニ・シダモニは王妃侍従長となった。ヴァフタング5世はこの危機を利用して自身の権力を一層強化した。ペルシアからは、反抗的な貴族を排除する権限を与えられ、統治を中央集権化した。その結果、15世紀に統一ジョージア王国が崩壊して以来初めて、専制的な王国が成立した。

#### 西ジョージアの占領

##### サメグレロとの同盟と対立
ヴァフタング5世は1658年の西ジョージア遠征を契機に、イメレティ王国に狙いを定めていた。イメレティ王国はオスマン帝国を宗主国とし、バグラティオニ王家の分家が統治していたが、1620年代から激しい紛争が続いていた。1660年3月、イメレティ王アレクサンドレ3世が崩御し、バグラト5世が跡を継いだ。バグラト5世は地元貴族からは能力不足と見られていた。これを機にヴァフタングは野望を実行に移し、イメレティ侵攻計画を立てた。ヴァフタング5世は軍を率いて国境の村プツァに軍を配置し、軍事遠征の準備を進めた。しかしながらカヘティ蜂起の影響により、進軍の中止を余儀なくされた。

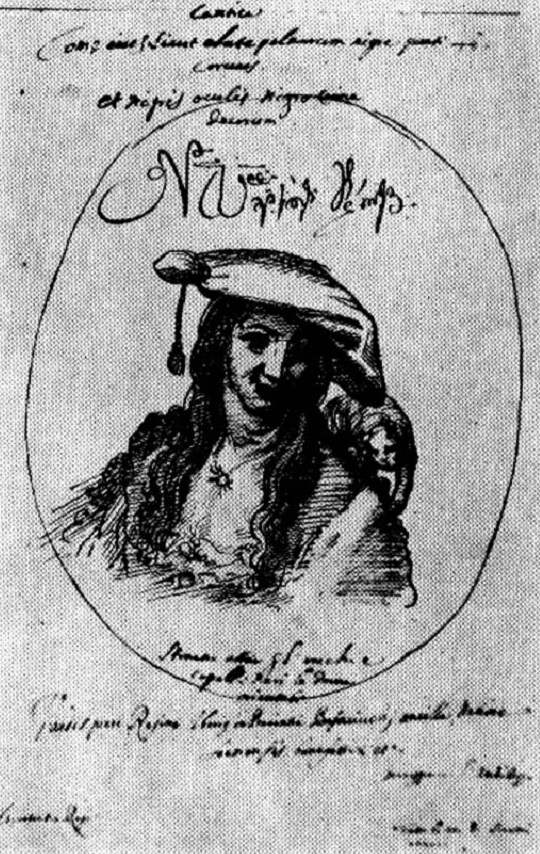
イメレティ王国の王太后ダレジャニのスケッチ画。

1660年9月、イメレティの王太后ダレジャニは、ヴァフタング5世の前妃の子であるイメレティ王バグラト5世に対してクーデターを起こした。バグラト5世は目を潰され、廃位させられた。そしてダレジャニの愛人ヴァフタング・チュチュニアシヴィリが新たな王となった。オスマン帝国のチルディル州はダレジャニに協力し、カヘティの前王テイムラズ1世をイメレティの王に就かせようと画策していたが、テイムラズはこれを拒否した。カルトリ王国内の貴族たちはカルトリ王ヴァフタング5世に対して、イメレティ王国への侵攻を促した。ヴァフタングは1660年秋、11万人の軍勢を率いてリヒ山脈を越え、チルディルの貴族たちから歓迎を受け、貴族たちからの忠誠を得た。続いてヴァフタングの軍勢はサザノに進み、イメレティの貴族たちに忠誠を誓われた。サメグレロ公ヴァメク3世ダディアニはクーデター後、イメレティ王国との同盟を廃棄し、カルトリ王ヴァフタング5世と手を結んだ。その後、ヴァフタング5世の甥であるジョージアのカトリコス総主教ドメンティ3世の仲介により、カルトリ王ヴァフタング5世とサメグレロ公ヴァメク3世はイメレティ王国を分割した。カルトリ王ヴァフタング5世はブジャ川以東のすべての領土を併合し、その中には肥沃な土地であるアルグヴェティなどが含まれていた。
サメグレロ公ヴァメク3世はブジャ川以西の領土を併合し、ヴァフタング5世の長男アルチル王子に一人娘を嫁がせることで同盟を強固にした。ヴァフタングはカヘティ方面の戦線に対応するためトビリシに戻ったが、その隙にヴァメク3世はツァゲリの司教の助言に従ってカルトリ王国との協定を破棄った。またヴァメク3世は一人娘とアルチル王子の婚約を解消し、娘を小貴族ベザン・ゴゴベリゼに嫁がせた。さらにヴァメク3世はアルグヴェティを占領し、クタイシへの攻撃を開始した。その後、イメレティ王妃ダレジャニはヴァフタングに助けを求め、イメレティの王位の譲位と姪ケテヴァンをアルチル王子に嫁がせることを申し出た。しかしながらダレジャニの提案は失敗に終わり、ヴァメク3世がイメレティの王を名乗った。トビリシからはカトリコス総主教ドメンティ3世が銃兵300人を率いて支援しようとしたが、間に合わなかった。
ヴァフタングはすぐにイメレティに戻り、カルトリとカヘティの貴族らによる小規模な部隊でアリの前線基地に陣取った。ヴァメク3世はサメグレロの衛兵とイメレティ軍を率いて北上し、サチヘレでヴァフタングの攻撃を待ち構えた。だがイメレティ北部の貴族たち（パアタ・アバシゼ、ラチャ公パプナ、レチフミのホシア・ラシヒシヴィリなど）はヴァメク3世を支持せず、ヴァフタングの陣営に加わったことから、ヴァメク3世はクタイシに撤退することとなった。ヴァフタングはアルグヴェティで再びイメレティ貴族たちの忠誠を受けた。ヴァメク3世の従妹でもあるヴァフタングの王妃マリアムは、ツァゲリの司教と面会してヴァメク3世に与えた助言を批判した。ヴァメク3世の娘婿となったベジャン・ゴゴベリゼもヴァフタング5世に降伏したが、ヴァフタングはベジャンを処刑した。
ヴァメク3世はクタイシから間諜を送り込み、ヴァフタング5世の軍勢を調査した。カルトリ軍の弱点に気づいたヴァメクは再びヴァフタングと交戦することを決めたが、ミケラゼ家、チラゼ家、そしてチコンディディ教区の司教が離反したため、計画は断念することとなった。クタイシに戻ったヴァメク3世は主要な連絡橋を破壊し、宰相を総督に任命してクタイシに残した上で、アブハズ公ソロモン2世に支援を求めるためアブハジアに出発した。ヴァフタング5世はスヴァネティ、オセチア、ドヴァレティの援軍を受けて西ジョージアへの大規模な侵攻を開始した。レチフミのホシア・ラシヒシヴィリはツァゲリの司教を捕えた。ツァゲリ司教はヴァフタング5世の命令によりアルメニアの牢獄に送られた。

##### クタイシの占領

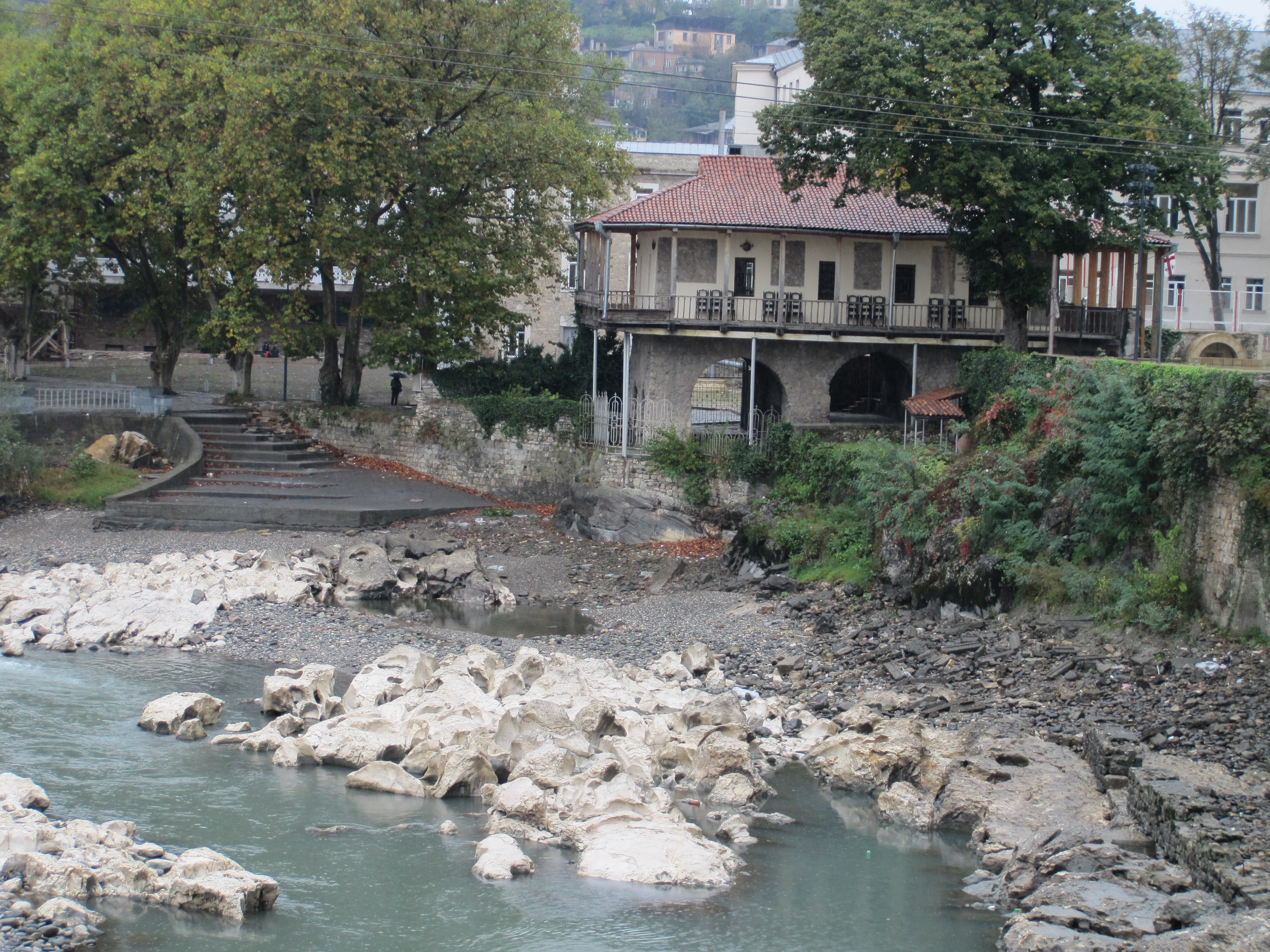
イメレティ王国の首都クタイシにある王宮「オクロス・チャルダヒ」（黄金の宮殿）。17世紀〜18世紀のイメレティ王国の宮殿であり、唯一現存するイメレティ王国の宮殿である。

ヴァメク3世の撤退により、ヴァフタング5世は1661年にイメレティ王国への侵攻を開始した。ヴァフタング5世の軍はサチヘレ、スヴェリ、カツヒの村を速やかに占領し、クタイシの東にあるスカンデ城塞を包囲した。この城塞は1659年にロシアから帰国したカヘティの前国王テイムラズ1世が居住していた。この包囲は短期間で終結した。カヘティ前国王テイムラズ1世はペルシアによる残虐な侵攻を恐れ、アラグヴィ公オタル1世のもとへ避難することを拒否した。そして降伏し、ヴァフタング5世の王室顧問ギギ・アミラフヴァリに自らの身柄を渡した。テイムラズ1世はトビリシに投獄され、ヴァフタング5世はペルシアのシャー・アッバース2世に処遇を確認した。処遇の確認にあたっては、特使としてレヴァズ・シダモニが派遣された。その後、カヘティ前国王テイムラズ1世はエスファハーンに送致された。スカンデ陥落後、ヴァフタングはクタイシに向かい、同地を包囲した。サメグレロの守備隊を短時間の戦闘で突破し、ヴァフタング5世は決定的な勝利を収めた。イメレティ王国の首都クタイシが陥落し、イメレティの国王を名乗っていたヴァメク3世が敗走したことで、ヴァフタングは15世紀のギオルギ8世以来、カヘティ、カルトリ、イメレティの三都を支配するジョージアの君主となった。ヴァメク3世に援軍はなく、イメレティの他の城塞も間もなくヴァフタングの手に落ちた。ヴァフタングはイメレティ各地にカルトリの守備隊を設置した。クタイシではイメレティ王ヴァフタング・チュチュニアシヴィリと王妃ダレジャニ、そして盲目の廃王バグラト5世を捕らえ、サメグレロのボボティの城塞に幽閉した。
イメレティを支配下に置いてヴァフタング5世は、ヴァメク3世を罰するためサメグレロに進軍した。途中、マグラキでオティア・ミケラゼの服従を受けた。続いてホニに進み、領主ジョリア・デイスマニも軍事作戦に加わった。

##### サメグレロの征服

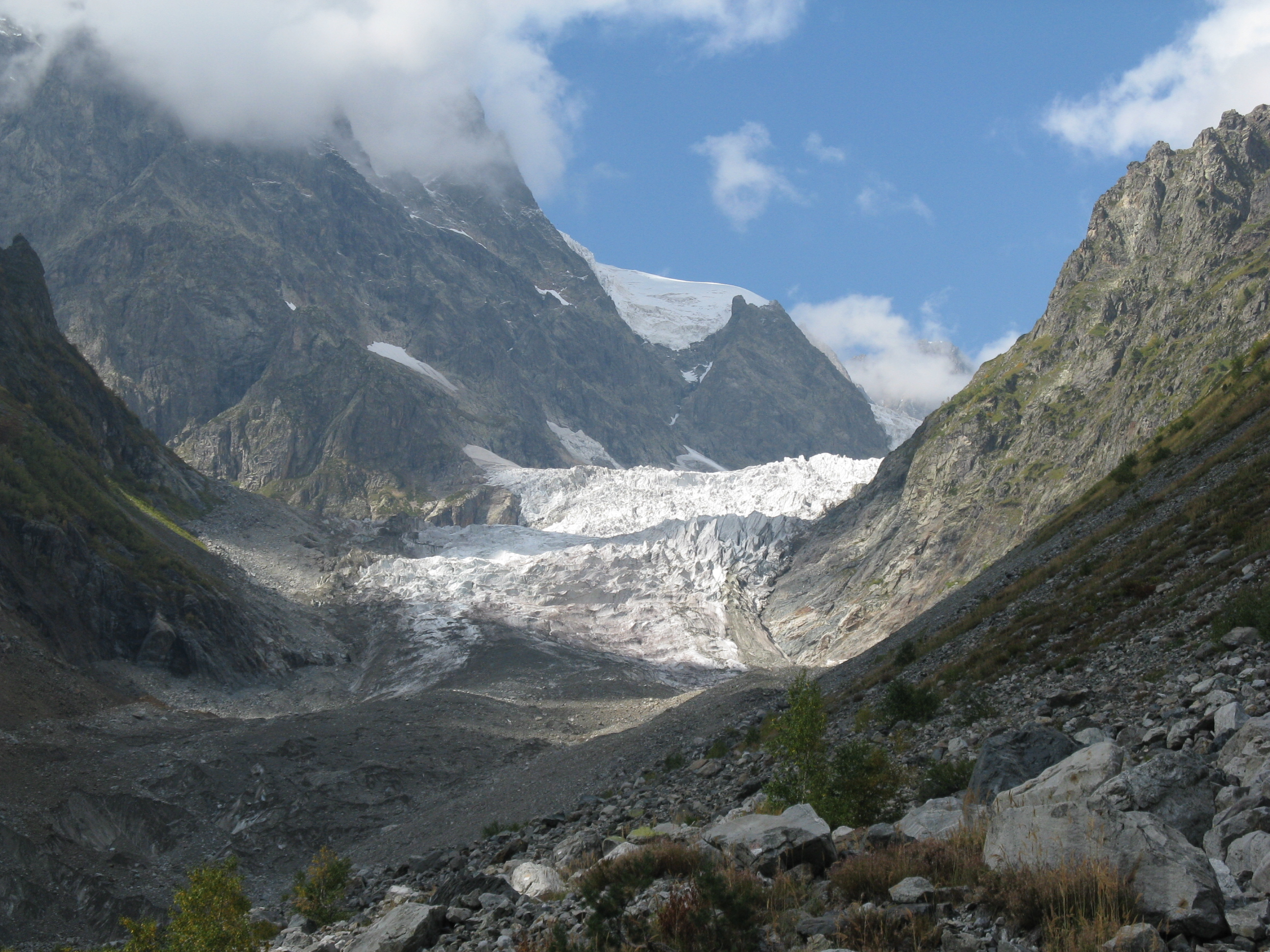
チャラアティ氷河。サメグレロ公ヴァメク3世が暗殺されたのは、スヴァネティの山中であった。

資金不足のためアブハジアの軍事支援を得られなかったサメグレロ公ヴァメク3世は、ヴァフタング5世の侵攻に備えズグディディで要塞を築いた。同時に、妻と娘を貴族ロストム・アバシゼに託した。ヴァフタング5世はクタイシを占領した直後からサメグレロへの進軍に着手しており、カルトリ軍とイメレティ軍を率いてサメグレロ公領との境界付近にある町バンザに到着した。そのとき貴族ロストム・アバシゼはヴァメク3世を裏切り、バンザでヴァメク3世の妻と娘をヴァフタングに引き渡した。
バンザ占領後、ヴァフタング5世はイメレティの元王妃ダレジャニが幽閉されているチャクヴィンジに向かった。ヴァフタングの軍は短時間の攻囲戦でチャクヴィンジ城塞を制圧し、ダレジャニを解放する代わりにダレジャニに忠誠を誓う貴族たちの支持を得た。さらに城塞から接収した財宝を使って軍への報酬を支払った。そしてヴァフタング5世はサメグレロ公国の首都ズグディディに進軍した。サメグレロ公ヴァメク3世はすでに逃亡しており、ヴァフタング5世はサメグレロ公国の首都ズグティティを難なく占領した。その後、反カルトリ派の最後の抵抗拠点であるルヒ城塞を攻略した。
カルトリ王ヴァフタング5世はズグディディにおいて、ヴァフタング5世の王妃マリアム・ダディアニの甥であるレヴァン3世をヴァフタング5世の封臣とし、サメグレロ公国の新たなムタヴァリ（公）に任命した。レヴァン3世は1658年にヴァメク3世が権力を掌握して以来、トビリシの王宮に避難していた。またホニの領主ジョリア・デイスマニをサメグレロ公国の宰相とした。就任の式典にはアブハジア公ソロモン2世らも出席し、多数の贈り物とともにカルトリ王国への忠誠を表明した。グリア公デメトレもこれに加わった。ヴァフタング5世はマリアム王妃と相談の上、姪のタマル（弟コンスタンティネの娘）を新サメグレロ公レヴァン3世に嫁がせ、サメグレロ公国に対する支配を強固なものとした。ズグディディを後にしたヴァフタングは次にチャクヴィンジを包囲したが、ヴァメクの子供たちは服従を拒否した。そのため街を占領し、ヴァメクの家族を捕らえ、財産を押収した。その中には11世紀頃にジョージアに伝わり、16世紀以降からサメグレロで保管されたビザンティンの聖画「オコナのイコン」などがあった。
ヴァメク3世は、ヴァフタング5世の軍が追跡しにくいスヴァネティの山岳地帯に逃げ込んだ。その後レチフミのホシア・ラシヒシヴィリ率いるスヴァネティの部隊がヴァメクを発見し、暗殺した。ホシアはヴァメクの忠臣であるチコンディディ教区の司教も捕らえ、ヴァフタングに引き渡した。司教はトビリシの南にあるシュラヴェリの城塞に投獄された。

##### 全ジョージアの王

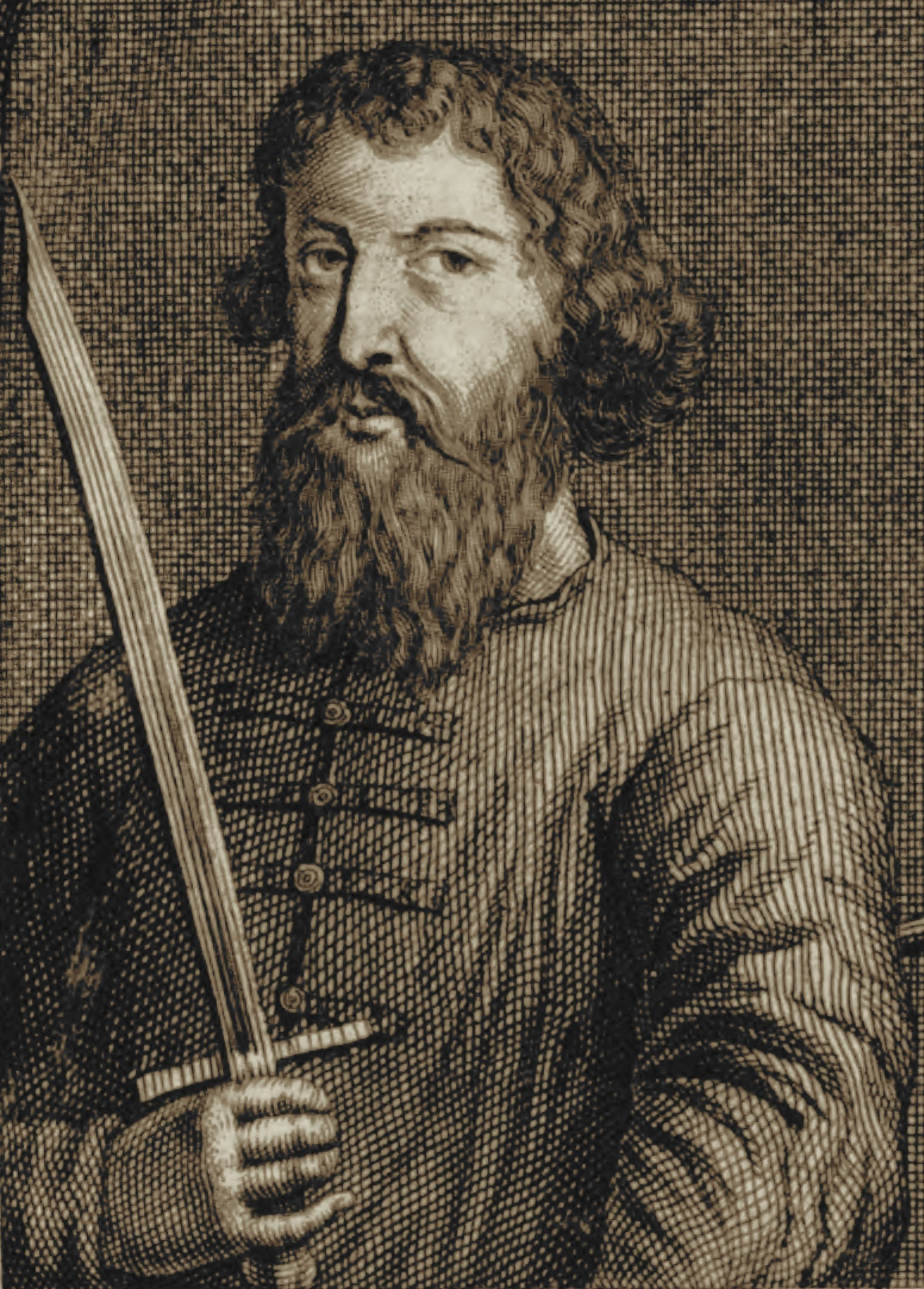
イメレティ王アルチル。ヴァフタング5世の長男である。

ヴァフタング5世は西ジョージアでの支配を確立するまであと一歩のところで、最後の反乱に直面した。イメレティの元王妃ダレジャニがチャクヴィンジで反乱を起こし、イメレティ王国の奪還を試みた。だがこの反乱はすぐに鎮圧された。ダレジャニは前王ヴァフタング・チュチュニアシヴィリ、そして盲目の廃王バグラト5世とともに、一時的に町の城塞に収監された。その後ヴァフタング5世はチャクヴィンジを離れクタイシに移動し、王妃マリアムと合流した。
イメレティ王国の首都クタイシで、ヴァフタング5世はグリア公デメトレを迎えた。黒海沿岸の強力な公国を統治するデメトレはカルトリ王ヴァフタング5世に豊富な贈り物を渡し、臣下としての服従を表明した。カルトリ王ヴァフタング5世はグリア公デメトレと合意を結び、王妃マリアムとともに、ヴァフタング5世の幼い長男アルチル王子を新たなイメレティ王と宣言した。そして新王の戴冠式を行い、レチフミのホシア・ラシヒシヴィリをアルチルの首席顧問に任命し、忠臣ギギ・アミラフヴァリを派遣して若き王の権力強化に当たらせた。
ヴァフタング5世は全ジョージアの実質的な支配者となった。1659年以来カルトリ王国の王として、1661年にカヘティ蜂起を鎮圧した後はカヘティ王国も支配下に置いた。イメレティ王国はまだ未成年の息子アルチルが名目上統治し、サメグレロ公国はヴァフタング5世の庇護下にあるレヴァン3世が治めた。アブハジア公国とグリア公国も、ヴァフタング5世を宗主として受け入れた。治世初期のこれらの成功により、ヴァフタング5世は15世紀に分裂したグルジア連合王国以降で初めて、ジョージア全土を支配する王となった（オスマン帝国のチルディル州を除く）。宗教面では、ジョージア正教会とアブハジアのカトリコス座の分裂状態が続いていたが、同時代の文書によるとヴァフタング5世時代にアブハジアのカトリコスを任命する権限はサメグレロ公に委ねられ、イメレティ王の制度的権限は弱まった。
短期間の間で印象的な戦役を終えたヴァフタング5世は、トビリシに戻った。その途中、ゴリで王妃マリアムと会い、前サメグレロ公ヴァメク3世の未亡人エレネ・グリエリとその娘ダレジャニの身柄を託した。トビリシにおいてヴァフタング5世は戦役の最終報告をペルシアのシャー・アッバース2世に送った。シャー・アッバース2世は特使のレヴァズ・シダモニとイエセ・シダモニを通して、ペルシアの村バーグ・マレクで報告書を受け取った。前カヘティ王テイムラズ1世の捕縛の報告を受けたシャー・アッバース2世は、ヴァフタング5世を評価し、人質をエスファハーンに移送する旅費として多額の資金をヴァフタング5世に与えた。テイムラズ1世の移送はギギ・アミラフヴァリが監督し、サメグレロで捕らえた戦争捕虜を奴隷として伴った。
イメレティのかつての支配者たちの運命は、すぐには明らかにならなかった。ヴァフタング5世の曾孫でもある18世紀の歴史家ヴァフシティ・バグラティオニによると、バグラト5世、ヴァフタング・チュチュニアシヴィリ、ダレジャニはともにゴリで幽閉されており、1668年にダレジャニとヴァフタング・チュチュニアシヴィリが脱出したと記している。またヴァフタング5世と同時代のパルサダン・ゴルギジャニゼによると、ヴァフタング・チュチュニアシヴィリは王命により盲目刑となった後、ダレジャニとともにオスマン帝国領に逃亡し1668年に復権するまで同地に留まったこと、およびバグラト5世が1663年までトビリシに幽閉されていたことを伝えている。ヴァメク3世の息子の一人はトビリシに幽閉された後、ロシアに亡命し、1829年まで続くダディアニ家のロシア分家の創設者となった。

#### オスマン帝国とペルシア

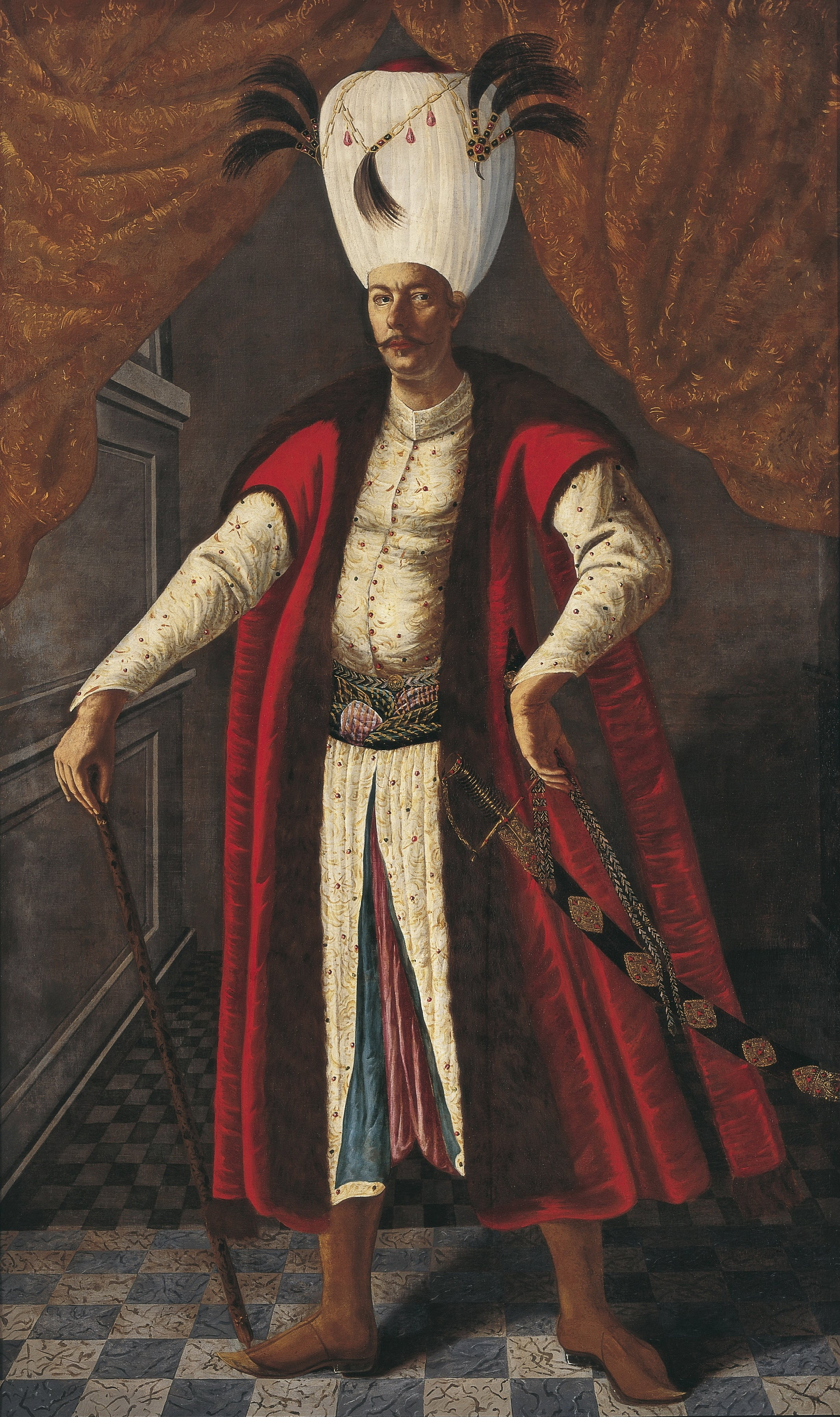
オスマン帝国のスルタン・メフメト4世。メフメト4世は、ヴァフタング5世の野望を理由として、ペルシアを戦争で脅した。

1639年、オスマン帝国とペルシア（サファヴィー朝イラン）はカスル・イ・シリン条約を締結した。この条約は両帝国の長年にわたる紛争に終止符を打ち、両国間の国境を確定するものであった。コーカサス地方では、リヒ山脈がオスマン帝国とペルシアの勢力圏を分ける境界線として定められた。これによりジョージアは東西に分割されることとなり、リヒ山脈の西側に位置するイメレティ王国はオスマン帝国の影響下に、リヒ山脈の東側に位置するカルトリ王国とカヘティ王国はペルシアの影響下に入った。その結果、国際的にはペルシアの総督と見なされていたヴァフタング5世がイメレティを征服し、その後アルチルがオスマン帝国領であるはずのクタイシで戴冠したことは、両イスラム帝国間の外交的紛争の原因となった。
オスマン帝国とジョージアの国境に位置するチルディル州の総督は、カルトリ王による越権行為を最初に認識し、スルタン・メフメト4世に適切な対応を求めた。メフメト4世はシャー・アッバース2世を条約違反で非難した。戦争になることを恐れたオスマン帝国の当局は、チルディル州とエルズルム州の両地域から避難した。ヴァフタング5世は、現状維持についてイメレティおよびサメグレロの貴族たちが広く支持していることを根拠として示し、シャーに領土の保護を主張した。だがペルシア宮廷ではイェレヴァン州総督ナジャフクリー・ハーン・チェルケスがヴァフタング5世に強く反対した。イメレティ王アルチルはオスマン帝国のスルタンに貢納を申し出たが、オスマン帝国はこれを拒否した。
1663年、ペルシアはオスマン帝国の要求を受け入れることを決定し、ヴァフタング5世にアルチルを退位させるよう命じた。これによりアルチルの治世は2年を経たずに終了した。ペルシアは外交官アミール・ハムザ・ハーン・タリシュをイメレティに派遣し、ヴァフタング5世に全軍の撤退と、アルチルおよび顧問たちのクタイシからの確実な退去の遂行を指示した。その後、イメレティ王委の継承問題が浮上した。権力の空白に乗じて、グリア公デメトレが自らをイメレティ王と宣言した。これによりイメレティの貴族たちは、正当な王である盲目のバグラト5世の復位を求めた。混乱を避けるため、ヴァフタング5世はイメレティの大貴族たちがカルトリに忠誠を誓うことを条件として、要求に応じた。だがバグラト5世がペルシアの単なる傀儡となり、独立性を失う可能性が高いことをトビリシの王宮が指摘したことで、ヴァフタング5世は一部の考えを改めた。最終的にトビリシ、チルディル、イメレティの貴族たちは合意に達した。バグラト5世は王位に復帰し、ヴァフタング5世の姪タマル（弟コンスタンティネの娘）と結婚し、カルトリの貴族タルハナシヴィリを第一顧問として受け入れ、トビリシの内政方針に従うことを誓約した。同年、タルハナシヴィリはイメレティにおいて不可解な状況下で死去した。
また1663年、元カヘティ王テイムラズ1世の孫で、ロシアに亡命中のニコロズに対して、ペルシアから要請があった。その内容は、ジョージアに戻り、イスラム教に改宗し、カヘティの臣下王となって欲しいというものであった。だがニコロズはこの要請を拒否した。これに伴い、ペルシアのシャー・アッバース2世はアルチルにカヘティの王位を与えることを決めた。その結果、1648年にペルシアが廃したカヘティ王国は、1663年に復活することとなった。父ヴァフタング5世が即位したときと同様、アルチルもペルシアに赴き、イスラム教徒となり、名前をシャー・ナザール・ハーンとした。帰国の途上、ペルシア国境でヴァフタング5世と合流し、二人は盛大にトビリシに入城し、カルトリとカヘティの貴族たちによって祝賀された。1664年、ヴァフタング5世はムツヘタで息子アルチルをカヘティ王として戴冠させ、その後二人は別行動を取った。
ヴァフタング5世とアルチルはともに中央集権政策を推進したが、ペルシアはヴァフタング5世への権力集中を警戒し、その野心を抑えざるを得なかった。皮肉なことに、カヘティの貴族たちの一部は、アルチルを正当性のないペルシアの総督と見なし、ヴァフタング5世に反対の立場をとった。1665年、アラグヴィ公オタル1世が反乱を起こすとの脅しを上げたため、ヴァフタング5世は介入を余儀なくされた。ヴァフタング5世にはオタルをアラグヴィ公に任命した責任があり、またペルシアによる介入を恐れたためである。ヴァフタング5世はアラグヴィ公国の領土と自治権を拡大する妥協案を提示したが、アルチルはこれを拒否した。アルチルは自らの弱体化を受け入れず、父子の間の緊張が高まった。最終的にヴァフタング5世はアルチルの条件を受け入れ、アラグヴィ公国への侵攻を計画した。これを受けてオタル1世は、ペルシアのシャー・アッバース2世への謁見を要請した。
カルトリ王ヴァフタング5世とカヘティ王アルチルは、アラグヴィ公オタル1世が不在の間を利用して、アラグヴィ公国に侵攻した。そして摂政パポ・シダモニを殺害し、公国をカヘティ王国に併合した.。ペルシアのシャー・アッバース2世はアラグヴィ公から接収した財産を返却するようヴァフタング5世に命じることで対応したが、併合については承認した。この決定は、アッバース2世の宮廷内でヴァフタング5世を支持する大きな派閥が存在していたことを示している。

#### エレクレとの戦争

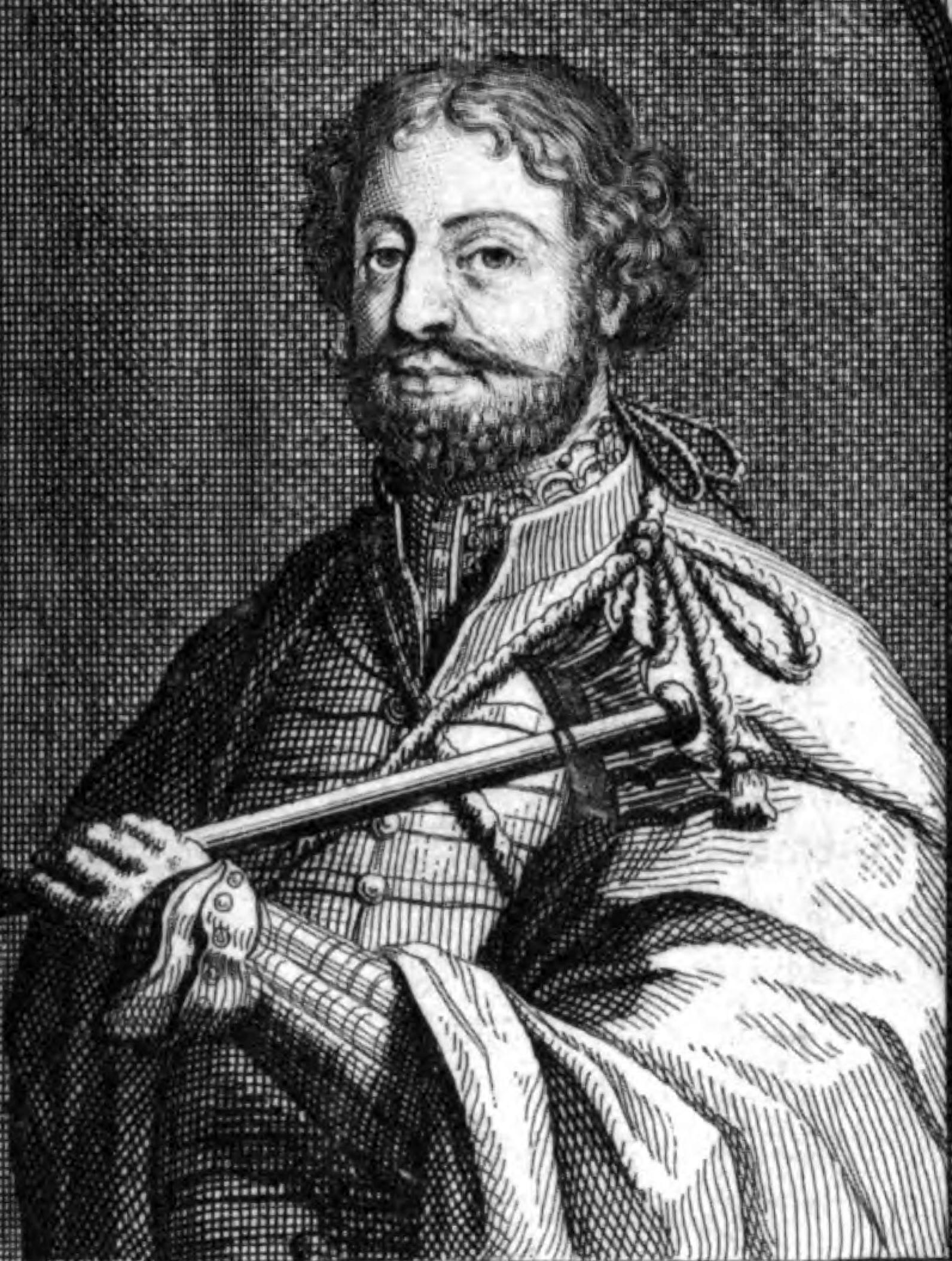
元カヘティ王テイムラズ1世の孫エレクレ1世。ロシアに亡命していたが、1662年にカヘティの王位が空位となった際、地元貴族の求めを受けてカヘティに帰国した。

1663年、アスタラーバードで元カヘティ王テイムラズ1世が死去すると、地域の政治情勢は一変した。テイムラズ1世の孫で、ロシアに亡命中のニコロズがカヘティの正統な王位継承者となった。カルトリの王宮は、キリスト教徒の貴族たちを落ち着かせるための行動を迫られた。ヴァフタング5世は故王のために豪華な葬儀を手配した。葬儀はヴァフタング5世の甥であるジョージアのカトリコス総主教ドメンティ3世が司り、カルトリとカヘティの全司教が参列するものであった。だが人気に自信を持つニコロズは、カルトリの実効支配が及ばない山岳地帯のトゥシェティに入った。ニコロズはそこからカルトリの領土を繰り返し襲撃した。ペルシアは北コーカサスのハーンたちにヴァフタング5世を支援するよう命じた。
1663年、ウリアトゥバニで両陣営間の戦いが行われた。カルトリ王国の軍勢は、ヴァフタング5世の甥であるムフラニ家のダトゥナとパアタ、そしてアラグヴィ公オタルが指揮した。ニコロズは名前を「エレクレ」と改名して戦ったが、わずかな時間で敗北し、母エレネの居城であるトルグヴァ城塞に避難した。ヴァフタングは城塞を包囲したが、エレネの嘆願により母子をトゥシェティに逃がした。その後ヴァフタングはカヘティ全土を制圧し、トビリシに帰還した。
アルチルがペルシアから帰国する前の1664年、エレクレはトゥシェティの民兵組織を編成し、ブルジャニの城塞を占領した。その後ヴァフタング5世はアラグヴィ公オタル1世とオタルの弟バグラト・シモダニ、宰相エディシェル、マルトコピとウジャルマのカヘティ兵、そして北コーカサスのハーンたちの支援を受け、大軍を率いてキジキでエレクレを迎え撃った。エレクレは再び敗北し、ロシアに撤退した。ヴァフタング5世はトビリシに戻り、勝者の証として、敗者の首を積んだラクダ100頭をシャー・アッバース2世に送った。
1664年にアルチルがカヘティ王に即位したことで安定が戻ることが期待されたが、一部の貴族はカルトリ王国による支配を認めたがらず、アルチルの支配を正統化するためにエレクレの娘との結婚を要求した。だがヴァフタング5世はシャー・アッバース2世を激怒させることを恐れ、この要求を拒否した。カルトリ王ヴァフタング5世はカヘティ王国を属領と見なし、頻繁にカヘティを訪問した。その際にレズギ人の軍閥と会談し、エレクレの暗殺を提案されたが、貴族の一派がエレクレに密告したため計画は失敗に終わった。
1665年、エレクレは再びカヘティで襲撃を再開したが、ヴァフタング5世は自軍をアツクリに配備したことで、エレクレはトゥシェティに退却した。侵略者の撤退を受けて、ヴァフタング5世は軍の大部分を解散し、最も忠実な貴族の一部のみをアツクリに残した。しかしながらカルトリ軍の縮小を知ったエレクレは夜間に再び進路を戻し、ヴァフタング5世の野営地を奇襲した。戦闘中、エレクレはヴァフタング5世の天幕を宰相ギギ・アミラフヴァリの天幕と誤認して攻撃を行った。アミラフヴァリは部隊とともに退避し、バラタシヴィリ家領のザザ・ツィツィシヴィリの部隊とバルダ・スルタン国もこれに続いて退却した。
アツクリの戦いは、熾烈なものとなった。カルトリ王ヴァフタング5世とカヘティ王アルチルは多数のトゥシェティ兵を自ら討ち取り、ヴァフタング5世の従者タマズ・トゥルケスタニシヴィリは王に迫った敵兵の首を斬り落とした。夜が明けると、王家の軍勢にザザ・ツィツィシヴィリ総督の部隊が加わり、ヴァフタング5世とアルチルは馬に乗って退避した。最終的にツィツィシヴィリの部隊がエレクレの軍勢を撃退し、エレクレはトゥシェティに撤退した。ヴァフタング5世はアツクリに壁を建設するよう指示し、そこに敗兵の首を埋め込むよう命じた。また敗兵の皮をシャー・アッバース2世に送った。
勝利したヴァフタング5世は、カヘティの貴族を改易・転封する権限をペルシアから獲得した。ヴァフタング5世は忠誠を欠くと見なした領主たちをすべて改易した。これによってアルチルの権力はカヘティ全土で強化されることとなった。

#### アラグヴィの反乱

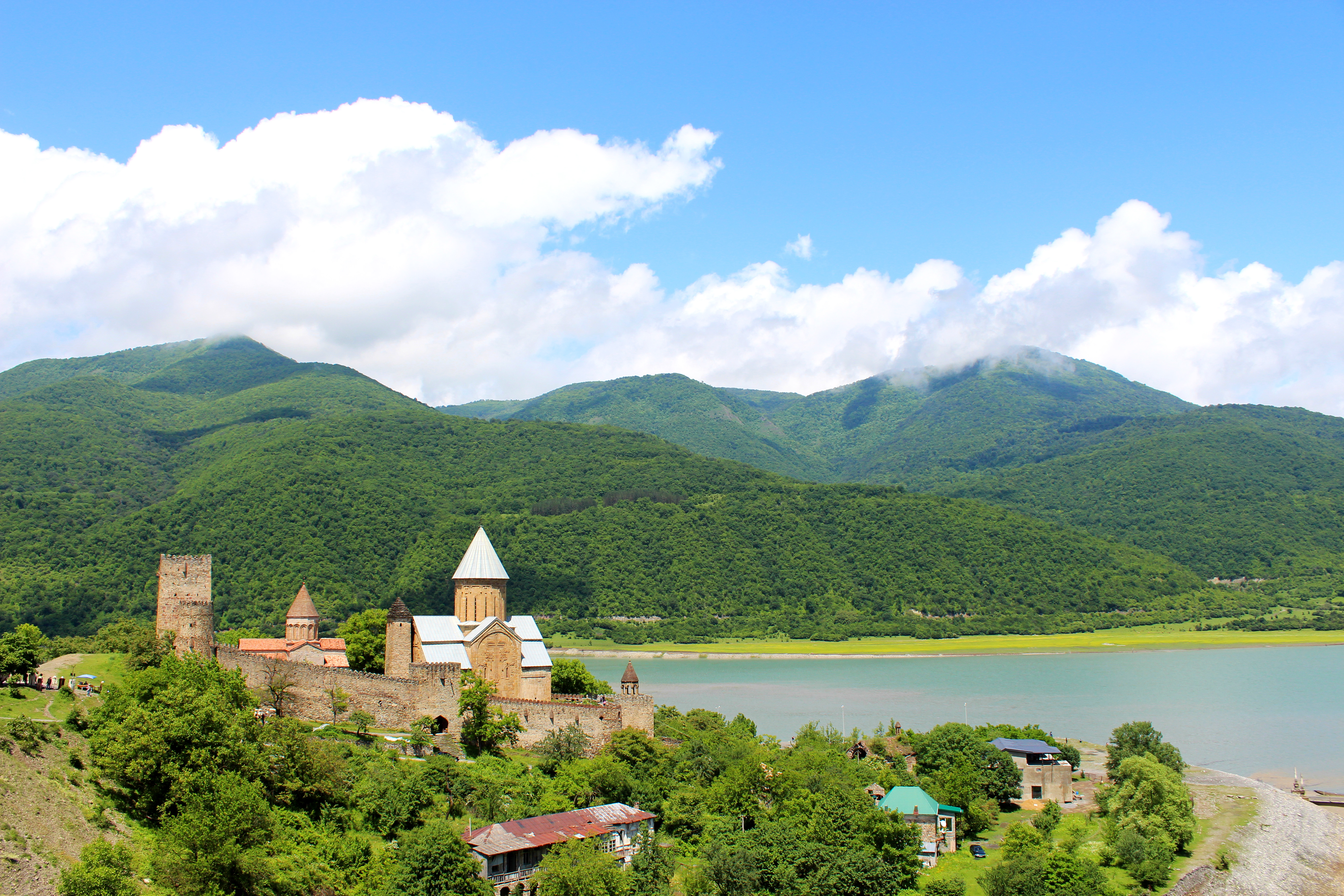
アナヌリ城。アラグヴィ公の居城であった。

アラグヴィ公オタル1世は、ヴァフタング5世にとって危険をはらんだ臣下であった。オタルは自身が暗殺した伯父ザアルの後任としてヴァフタング5世からアラグヴィ公に任命されたという背景があるにも関わらず、密かにカヘティの旧王統（テイムラズ1世 (カヘティ王) – ダヴィト – エレクレ1世の血統）に忠誠を誓っていた。1661年、オタルはイメレティのスカンデ城塞からテイムラズ1世 (カヘティ王)を脱出させるための策略を立てたが失敗に終わった。1664年にはアルチルをカヘティ国王として認めることに躊躇した。また1664年、ヴァフタング5世によるアラグヴィ侵攻にてオタルはエルツォ＝ティアネティの領地を失い、反逆罪の疑いで告発された。その後オタルはアルチルに忠誠を誓い、エルツォ＝ティアネティの領地を取り戻した。
オタルはカルトリ王国との緊張関係を避けるため、ペルシアのシャー・アッバース2世に直訴した。シャー・アッバース2世はヴァフタング5世に対してアラグヴィ公オタルのペルシア通過を許可させた。またアラグヴィ公オタルはシャー・アッバース2世を説得し、直臣として認められることに成功した。ペルシアにとっては、カルトリ王ヴァフタング5世の権力の増大を抑える一手でもあった。だがアラグヴィ公オタルがペルシアを訪問中、バグラティオニ王家の遠戚にあたるイオラム・ゴチャシヴィリがヴァフタング5世に対するクーデターを企てた。イオラムはすぐに捕らえられ、両目をえぐり出され領地を没収された。ヴァフタング5世は企ての背後にはオタルがいるとして非難した。
クーデター未遂に対する報復として、ヴァフタング5世はアルチルとともにアラグヴィ公国への侵攻を開始した。オタルの弟である国務大臣エディシェリ・シダモニは一族の土地を守るために職を辞して戦った。ヴァフタング5世はドゥシェティを攻撃し、アルチルはティアネティを包囲した。ヴァフタング5世はパプナ・シダモニを打ち破ってドゥシェティを占領、アラグヴィ公国を制圧した。ヴァフタング5世はシダモニ兄弟の処刑をちらつかせて脅したが、一族の嘆願を受けて慈悲を示し、寛大な処置を取ってトビリシに戻った。
アラグヴィ公オタルはシャー・アッバース2世の臣下としてジョージアに戻った。ヴァフタング5世はその地位を受け入れざるを得なかった。だが1666年9月、シャー・アッバース2世が崩御し、新シャー・サフィー2世が即位したことで、カルトリ王ヴァフタング5世は政策の転換が可能となった。アラグヴィ公オタルとエディシェリの兄弟は同年に死去した。同時代のパルサダン・ゴルギジャニゼによると、兄弟の死は毒殺であると記述している。ヴァフタング5世はその後、オタルの叔父レヴァズ・シダモニ（レヴァズ1世）をアラグヴィ公に任命し、この領地をカルトリ王国の勢力圏に戻した。

#### 不安定な平和

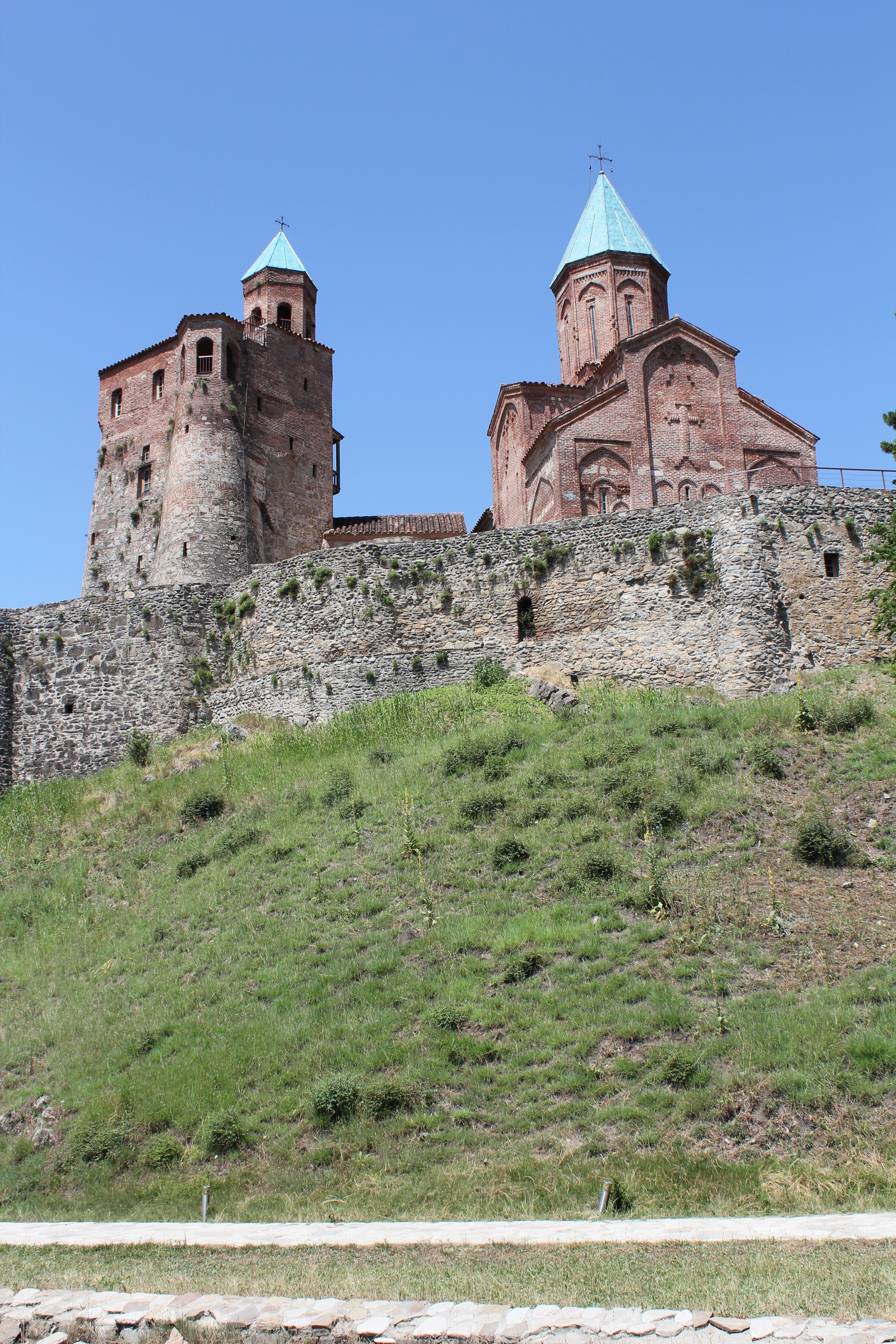
ヴァフタング5世の統治下で、グレミはカヘティ王国の首都としての地位を失った。

ヴァフタング5世の庇護のもと、カヘティ王国は繁栄した。カヘティ王アルチルは首都をグレミからテラヴィに移した。これにより王国の中心地を北コーカサスの脅威から遠ざけるとともに、テラヴィがジョージア文化の中心として成長する契機となった。アルチルは自らの正統性を確立するため、エレクレ1世の妹ケテヴァンと結婚する権利を父ヴァフタング5世に求めた。ケテヴァンはイメレティ王バグラト5世の前妻であり、オスマン帝国のチルディル州総督の宮廷に幽閉された状況であった。一方でヴァフタング5世はこのとき、アルチルを有力な大貴族ツィツィシヴィリ公の娘と婚約させていた。アルチルはこの婚約を破棄するため、婚約者が従兄の一人と近親相姦の関係にあるという噂を流した。だがこの噂は家族によって否定され、婚約者の兄がアルチルと決闘を行う事態へと発展した。最終的にはヴァフタング5世が介入し、決闘は取り止めとなった。1667年、ヴァフタング5世は商人を使節としてアハルツィヘに派遣し、2,000トマンでケテヴァンの自由を買い取り、トビリシでアルチルとケテヴァンのための盛大な結婚式を執り行った。
同時期、アハルツィヘではイメレティの元王妃ダレジャニと廃王ヴァフタング・チュチュニアシヴィリが行動を起こした。二人はオスマン帝国の支援を受けて、1668年にイメレティ王バグラト5世を打ち倒した。ヴァフタング5世は、バグラト5世をトビリシに幽閉した。だがその後、イメレティの貴族が反乱を起こし、二人を暗殺した。そのためバグラト5世をイメレティの王位に戻さざるを得なくなった。そして幽閉から数か月後の1669年、バグラト5世はイメレティ王に復位した。またこの頃、ヴァフタング5世は息子のレヴァンを、グリア公ギオルギ3世の妹トゥタと結婚させ、盛大な式典を開いた。これにより西ジョージアとの関係を深めた。他の有力貴族とも戦略的な婚姻を進め、次男ギオルギはダヴィト・ダヴィティシヴィリの娘タマルと結婚、ルアルサブはアラグヴィ公レヴァズ1世の娘マリアム・シダモニと結婚した。
ペルシアで新シャー・サフィー2世が「スライマーン1世」として権力を握ると、カルトリ王国とペルシアの関係は劇的に変化した。ヴァフタング5世の娘アヌカは前シャー・アッバース2世の妃であり、アッバース2世の死により未亡人となったことから、ヴァフタング5世は娘アヌカをカルトリ王国に戻すよう要請した。だが新シャー・スライマーン1世はヴァフタング5世の要求を拒否し、アヌカの次の夫として大宰相シャイフ・アリー・ハーン・ザンガネとロレスターンのハーン・シャー・ヴェルディのどちらかを選ぶよう命じた。ヴァフタング5世は最終的にシャー・ヴェルディを選び、ザンガネを敵に回した。またペルシアはトビリシ周辺に防壁を築き、そこにペルシア軍の駐屯地を設置した。しかしヴァフタング5世はこの建設は自身を首都で孤立させ、権力を弱めるための策略であると疑った。そのためヴァフタングは対抗として、トビリシ南部、王立競馬場近くのムツクヴァリ川河畔に新しい王宮を建設した。ヴァフタング5世がトビリシを訪れることは稀となり、特にペルシア兵による暗殺未遂事件が起きて以降は、トビリシをほとんど訪れなくなった。

#### 新たな緊張
1670年頃、ツヒンヴァリ地域に居住するアラン＝カルトヴェリ系のトゥアル族が反乱を起こし、カルトリ王国への貢納を停止した。この反乱を鎮圧するため、ヴァフタング5世は軍を率いてクルツヒンヴァリに向かい、トゥアル族の領地とオセチアへの侵攻を準備した。これに恐怖を感じたトゥアル族の部族長たちはヴァフタング5世に出頭し、再び貢納を行うことを誓った。1672年、ヴァフタング5世はサメグレロ公国と新たな同盟を結ぶことを試みた。当時のサメグレロ公国はイメレティ王国と対立関係にあったが、サメグレロ公レヴァン3世の息子マヌチャルに、カヘティ王アルチルの娘ダレジャンとの結婚を提案した（当時両者とも7歳）。だがイメレティ王国の陰謀により、マヌチャルを人質としてペルシアに送る思惑をヴァフタング5世が持っているとの噂が広まった。そのためマヌチャルとダレジャンの結婚は破談となった。マヌチャルの家臣たちは、マヌチャルを保護してアルチルの元に戻した。

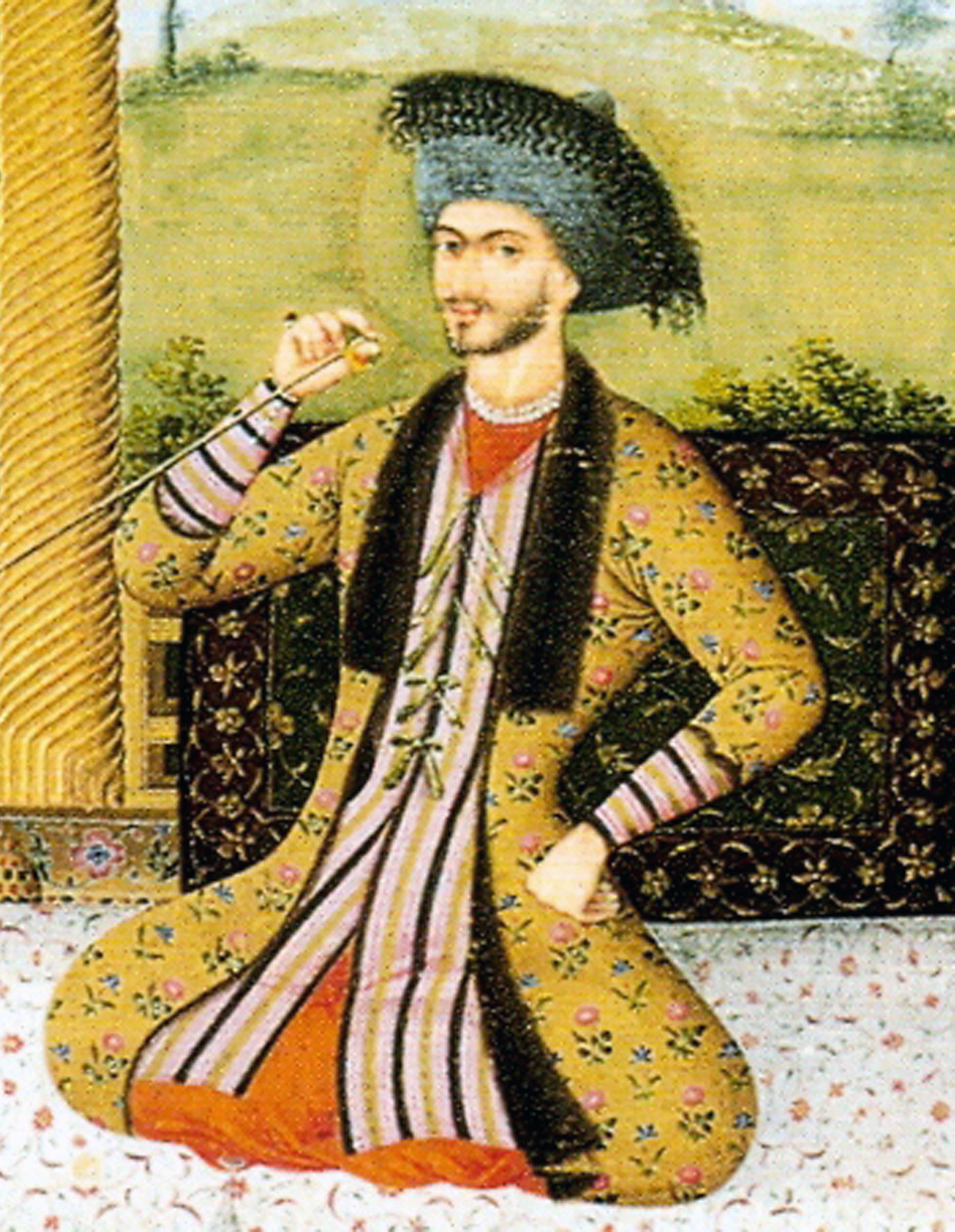
シャー・スライマーン1世の台頭により、カルトリ王国とペルシアの関係は大きく変化した。

その間、カルトリ軍の最高指揮官ザザ・ツィツィシヴィリはカルトリ王国内で最も有力な貴族の一人となり、小貴族の権力が弱体化する中で自らの権力を増大させていた。しかしヴァフタング5世に召喚されたツィツィシヴィリは、過去の口論で王室の使用人を死に至らしめたことが原因となり、ギオルギ王子により殺害された。ヴァフタング5世とアルチルは、この事件でのギオルギの行動に不満を持ち、王室内で初めて深刻な亀裂を生じさせた。ツィツィシヴィリの後任として、タマズがカルトリ軍の最高指揮官に任命された。
1674年、カルトリ王国とペルシアの関係は、ペルシアの大宰相シャイフ・アリー・ハーン・ザンガネの扇動によって悪化した。ザンガネはシャー・スライマーン1世を説得してエレクレ1世をロシアからカヘティに帰還させ、ヴァフタング5世に対する脅迫の道具として利用しようとした。

#### 陰謀
1670年代、ペルシアの大宰相シャイフ・アリー・ハーン・ザンガネはジョージアの王家内部に分裂を引き起こし、南コーカサス地域の安定が崩れるように陰謀を企てた。ザンガネはオスマン帝国のチルディル州総督と共謀し、ヴァフタング5世の息子ルアルサブを取った。そしてルアルサブに結婚を通してイメレティの王位を主張するよう説得した。当時ルアルサブは、西ジョージアで最も有力な貴族の一人であったラチャ公ショシタの姪マリアム・シダモニと結婚していた。ルアルサブは1672年に軍事作戦を計画したが、ペルシア及びオスマン帝国との外交問題を避けるため、ヴァフタング5世はルアルサブへの支援を拒否したことで、失敗に終わった。ルアルサブは再びイメレティの王位を奪取しようとしたが、シャイフ・アリー・ハーン・ザンガネが陰謀を企てていることに気づき、1674年にアハルツィヘを離れた。
この状況はヴァフタング5世とルアルサブ、そしてかつてイメレティ王であったアルチルとの間に深刻な亀裂をもたらした。1675年、アルチルはカヘティ王を退位することを決意し、王妃ケテヴァンをカルトリのスラミ城塞に残し、西ジョージアへの侵攻を開始するためアハルツィヘに向かった。しかしながらオスマン帝国のスルタン・メフメト4世が介入を行い、チルディル州総督による陰謀を阻止し、アルチルによるイメレティ王位の請求を支援することを禁じた。ヴァフタング5世はアルチルの行動に強く反対し、ペルシアの怒りを避けるため、カトリコス総主教ドメンティ3世を派遣して自身ヴァフタング5世が死ぬまではイメレティを攻撃しないよう求めた。だがアルチルを帰還させようとする説得は失敗した。ヴァフタング5世は自らオスマン帝国に金銀の贈り物を送り、西ジョージアの占領許可を求めた。しかし、これも無駄に終わった。
アルチルによるイメレティ王位請求と、息子たちを統制できなかったヴァフタング5世の失態は、ペルシアから否定的に見られた。1675年、チコンディディの司教がシュラヴェリの牢獄から脱出し、サメグレロに対する影響力を取り戻した。アルチルがカヘティ王を退位した後、ヴァフタング5世は旧敵エレクレ1世を新たなカヘティ王に任命せざるを得なくなった。だが一部のカヘティ貴族たちは依然としてヴァフタング5世に忠誠を誓っていた。アラグヴィ公レヴァズ1世はこれに乗じて自治権を取り戻し、カルトリ王室領に属していたカヘティ地方の最後の領土を占領した。カルトリ王ヴァフタング5世に対するシャイフ・アリー・ハーン・ザンガネの陰謀は成功を収め、ペルシアはカルトリ王ヴァフタング5世に対して公然と敵対するようになった。1675年、シャー・スライマーン1世は使者ムスタファー・ゴリー・ベグ・カージャールをトビリシに派遣し、ヴァフタング5世をエスファハーンに呼び出した。

#### 死

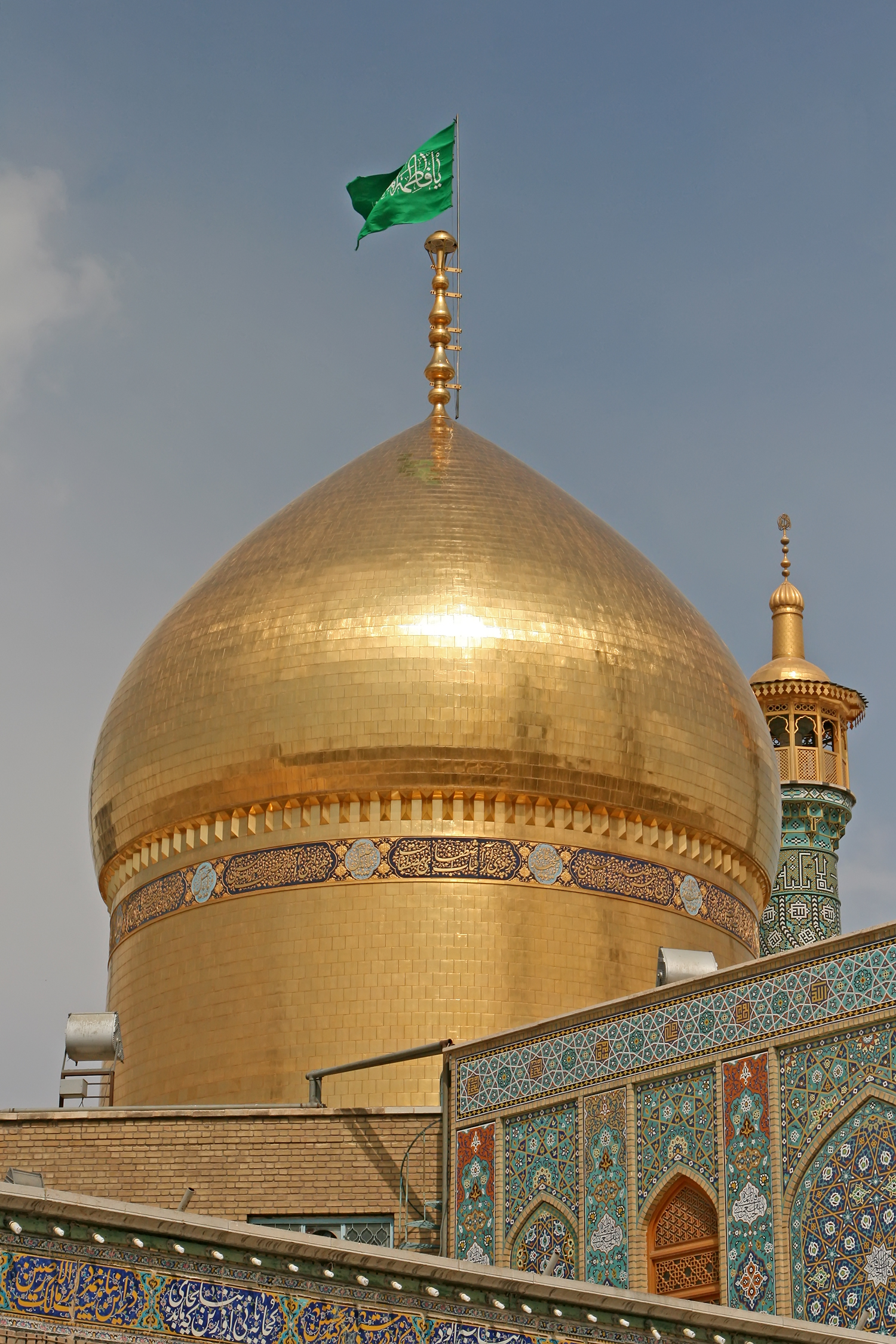
ヴァフタング5世はイランのコムにあるファーティマ・マスメフ廟に埋葬されている。

公式には、ヴァフタング5世はペルシアで最も強力な総督として、ペルシアの新たな軍事戦略策定に参加するために、エスファハーンに召喚された。しかしこの召喚はイメレティの一件に対する帝国宮廷からの罰であり、ヴァフタング5世の権力に終止符を打つための口実であると理解されている。実際、ヴァフタング5世はこの旅を亡命と考えていた。1676年6月、ヴァフタング5世は息子たちを罰するために、王室の全財産を持ってトビリシを離れた。ヴァフタング5世は次男ギオルギを摂政とし、また末子レヴァンを内カルトリの総督に任命して反抗的であったクサニ公イエセ3世を討伐するよう命じた。クサニ公イエセ3世はすぐに敗北し、トゥシェティの貴族ダトゥナに取って代わられた。
ヴァフタング5世のペルシアへの旅は、同行したフランスの商人ジャン・シャルダンによって語られている。シャルダンによると、カルトリ王ヴァフタング5世は王宮の多くの者を従えてジョージアを出発し、大規模な護衛隊を随伴した。その道中、ヴァフタング5世は貴族の反乱を自ら解決し、南コーカサスの多数のムスリム総督たちから盛大に歓迎された。クサニ公国を追放された全クサニ公イエセ3世もまた、シャー・スライマーン1世に謁見するためにジョージアを出発した。イエセ3世の一行はガズヴィーン付近でヴァフタング5世の隊を追い越し、ヴァフタング5世を動揺させた。
ヴァフタング5世はガズヴィーン県で病に倒れたが、そのまま旅を続行した。1676年9月、ヴァフタング5世はギャンジャ地方のホシカリで病気により崩御した。ヴァフタング5世の遺体はテヘラン近郊のゴムに運ばれ、養父であり先代の王であったロストムの隣に埋葬された。
ヴァフタング5世の死後、ペルシアのシャー・スライマーン1世はカルトリの王国を守ることを約束し、すでにカヘティを支配していたエレクレ1世にカルトリ王位を与えることにした。しかしエレクレ1世がイスラム教への改宗を拒否したため、ペルシアは王位の授与を撤回し、エレクレ1世を失脚させた。そしてカヘティ王国をムスリムの総督の統治下に置き、カルトリ王国をギオルギに支配させた。ギオルギの財産はペルシアの会計士によって監査され、ヴァフタング5世の息子でエスファハーンのダロガ（行政官）を務めていたアレクサンドレ王子が、ペルシアにある父ヴァフタング5世の広大な財産を管理する責任者に任命された。ヴァフタング5世の死後すぐに、アルチルはオスマン帝国のチルディル州総督に捕えらえ投獄されたが、カルトリ王国の介入により解放された。

## 家族
ヴァフタング5世の父親はムフラニ公テイムラズ1世である。ムフラニ家は11世紀からジョージアを統治してきたバグラティオニ王家の分家であった。母親はアラグヴィ公ナグザルの娘アナであった。ヴァフタングはムフラニ家の流れにおいて初めてジョージアで王となった人物であり、以降1746年までにムフラニ家出身の人物7人がジョージアで王となった。また1891年まで続くロシア貴族グルジンスキ家の系譜を築いた。ヴァフタングは1653年にカルトリ王ロストムの養子となった。
ヴァフタング5世は高等法院判事カプラン・オルベリアニ公の長女ロダムと結婚した。2人の間には、次が子供が生まれた。
- アルチル（グルジア語版）（1647年–1713年） - イメレティ王（1661年–1663年、1678年–1679年、1689年–1691年、1695年–1696年、1698年）、カヘティ王（1664年–1675年）
- ギオルギ（グルジア語版）（1651年–1709年） - カルトリ王（1676年–1688年、1692年–1695年、1703年–1709年）
- アレクサンドレ（wikidata）（1697年没） - エスファハーンのダロガ（イタリア語版）（行政官）
- レヴァン（グルジア語版）（1660年–1709年） - カルトリ王（1709年）
- ルアルサブ（英語版）（1660年–1698年）
- ソロモン（wikidata）（1645年–1703年）
- 娘 - アラグヴィ公ズラブ2世（wikidata）の妻
- アヌカ（wikidata）（1697年没） - シャー・アッバース2世の妻
- タマル（wikidata）（1646–1697年） - アミラホリ（グルジア語版）・ギヴィ・アミラフヴァリ（wikidata）の妻
- 娘 - シャー・フサインの妻

ヴァフタング5世がカルトリ王に即位すると、ペルシアの強い要望によりロダムとの離縁を余儀なくされた。その後ロダムはヴァフタング5世は1659年2月に養父ロストムの未亡人マリアムと結婚した。このときマリアムはすでに高齢であり、2人の間に子供は生まれなかった。

## 紋章

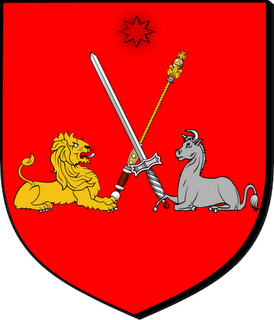
カルトリ王国の紋章

赤地に、金色の王笏と銀色の剣を、斜め十字に交差する。下部には、金色の臥せた獅子と銀色の臥せた牡牛を、向かい合わせで配する。獅子の前脚は王笏の下部に、牡牛の片前脚は剣の柄頭に重ねる。全体の上部には、8つの光芒を持つ輝く星の影を配する。

## 経済復興

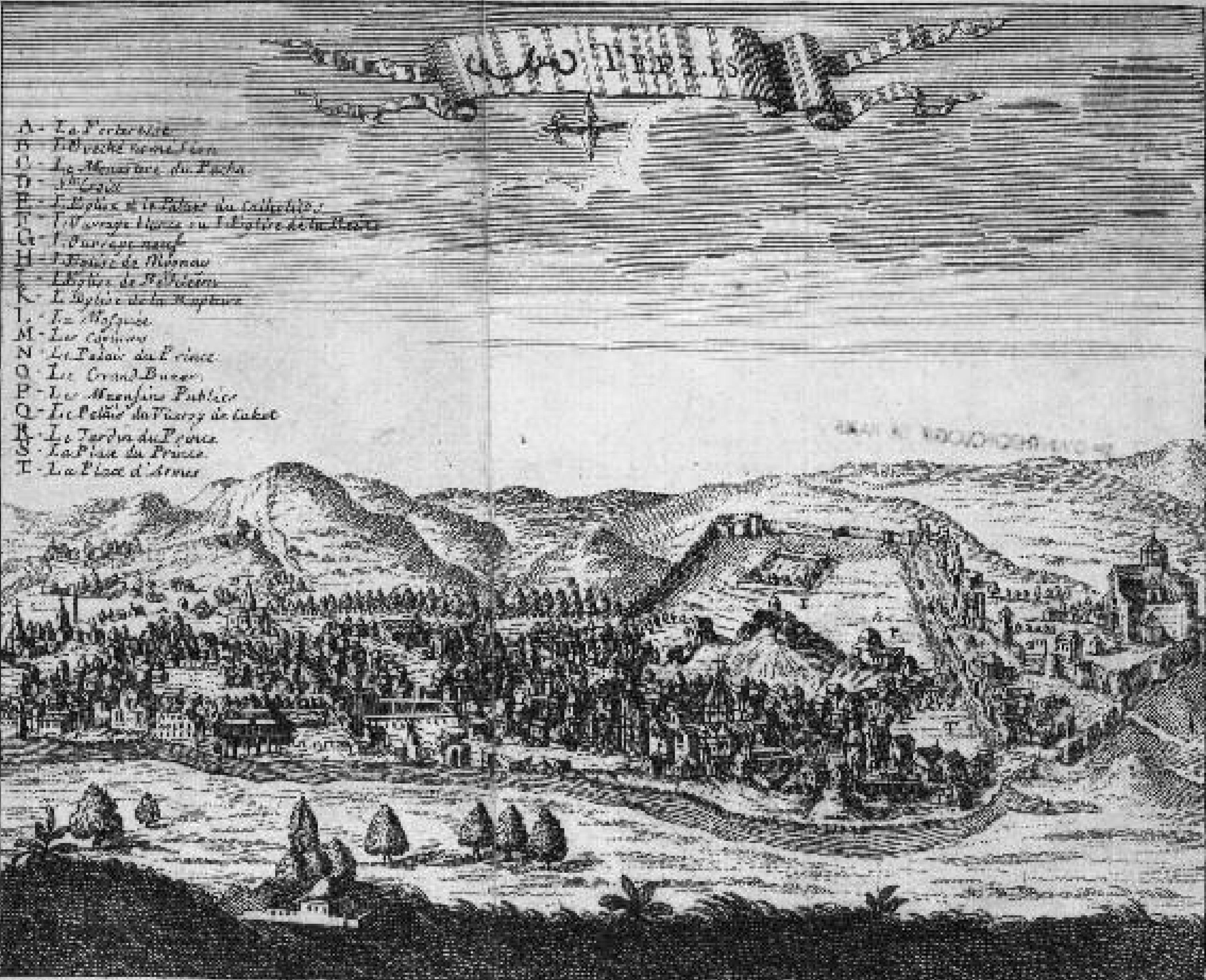
フランスの商人ジャン・シャルダンが描いた、1673年のトビリシの風景。

ヴァフタング5世の主な遺産は、数世紀にわたる戦争と荒廃の後、東ジョージアに一定の安定を取り戻したことである。カヘティ地方が再び平和を取り戻したのは、特にヴァフタング5世が北コーカサス諸部族と外交を行ったこと、そしてカヘティ王国の首都をグレミからテラヴィに移したことが大きい。歴史家のデイヴィッド・マーシャル・ラングは、ヴァフタング5世がカヘティとカルトリの商業と農業の経済を復興させたと評価している。
ヴァフタング5世は治世中、ジョージアでの貿易を促進するために、最初の商業規則を制定した。ヴァフタング5世は対外貿易を制御し、国内生産者を保護し、政府の収入を増加させるために関税を課した。またヴァフタング5世は、ジョージア人の奴隷を外国に販売することを禁止した。これらの政策によってゴリ、スラミ、アリ、ツヒンヴァリなど多くの都市の人口と富が増加した。トビリシは国際貿易の中心地となり、フランスの商人ジャン・シャルダンによるとトビリシにはアルメニア人、ギリシャ人、ユダヤ人、トルコ人、ペルシア人、インド人、タタール人、ロシア人、ヨーロッパ人が住んでいたとされる。首都トビリシの人口は2万人を超え、国際的な迎え入れるために質の高いバザールやキャラバンサライが数多く開設された。
数十年に及ぶ内戦の後、西ジョージアの経済が崩壊する中で、カルトリの繁栄は拡大した。ヴァフタング5世の経済戦略は、ジョージアをヨーロッパとアジアの貿易の中心地に変えることであった。ヴァフタング5世はバグダード＝アレッポやタブリーズ＝エルズルムといった貿易ルートに匹敵する、トビリシを経由する新たな貿易ルートの構築を目指し、ヨーロッパ諸国からの投資を求めた。ヴァフタング5世は数多くの商業使節団をジョージアに招待した。その中には設立して間もないフランス東インド会社も含まれており、フランス東インド会社を代表してジャン・シャルダンが1672年から1673年にかけてジョージアを訪問した。最終的に、カルトリ王国とフランス東インド会社の間の協定締結は、ペルシアによって阻止された。

## ヴァフタング5世と文化

マリアム王妃による『カルトリの生涯』の版。

ヴァフタング5世は遅くとも1653年以降はイスラム教徒であったが、宗教を自身の文化政策に影響させることはなかった。ヴァフタング5世の治世下では、トビリシの女性にはヒジャブの着用が義務付けられていたが、改宗は強制されなかった。ペルシアとは対照的に、豚肉とワインはカルトリ王国中に豊富にあり、首都トビリシで唯一のモスクは王城内にあった。実際には、ヴァフタング5世は自身の権力を行使してジョージア正教会に大きな影響を与えた。1660年、ヴァフタング5世は甥のドメンティ3世をジョージアのカトリコス総主教に任命し、正教を保護する権利をドメンティ3世に与えた。
ヴァフタング5世の治世中、首都トビリシには正教会の聖堂が多数存在しており、アルメニア使徒教会の聖堂も8箇所存在した。ペルシア当局はトビリシに公共のモスクを建設しようと何度も試みたが、民衆の大規模な反乱に直面せざるを得なかった。この民衆の気質により、ジョージアはペルシア帝国内である程度の自治権を維持することができた。トビリシのイオセブ2世が1662年にトビリシ大主教の座に就くと、イオセブ2世の保護の下で文学と詩のルネサンス時代を開始した。イオセブ2世自身も、ギオルギ・サアカゼの生涯についての叙事詩を著した。
ヨーロッパ諸国との関係を深めるため、ヴァフタング5世はジョージアと西方教会の関係に新たなページを開いた。ヴァフタング5世はローマと提携を結び、カルトリ王国の全土にてギリシア語、イタリア語、カルトリ語の教育を行うことを条件として、カルトリ王国でカトリックの伝道所を開設することを許可するプログラムを発足させた。またヴァフタング5世自身も、毎年ジョージア人の学生25人をローマに留学させる支援をした。王妃マリアムはカプチン・フランシスコ修道会と親密な関係を維持し、マリアムは自身の庭園にカトリックの礼拝堂を建設した。カルトリの王宮ではイタリアやスペインの舞踊家や歌手が頻繁に公演を行った。ヴァフタング5世はパルマ出身のイタリア人医師エピファロ及びラファエロを、自身の主治医に任命した。ヴァフタング5世はヨーロッパから芸術家、宣教師、医師を招待し、定期的にワインと奴隷を報酬として支給した。
ヴァフタング5世自身も高い教育を受けており、芸術と文学を奨励した。王妃マリアムは中世の文献『カルトリの生涯』の新版を出版した。ヴァフタング5世の息子アルチルはジョージアに演劇芸術を導入し、カヘティのテイムラズと中世の作家ショタ・ルスタヴェリの時代錯誤的な対話を再現する戯曲を執筆した。また王宮では、カーニバルや戦争の再現したバーレスクが頻繁に開催された。ジョージアの詩の文学はヴァフタング5世の治世下でわずかな復興を遂げたが、その時代の作品は概して平凡なものであった。当時の詩で最も有名な作品は、王室の書記官ペシャンギ・ヒタリシヴィリによる歴史詩『シャーナヴァジアニ』（シャー・ナヴァーズについて）である。16音節の詩5,000編で構成されており、ショタ・ルスタヴェリの詩的表現を多用している。1658年から1665年までのヴァフタング5世の治世を物語った作品であり、17世紀のカルトリ王国、カヘティ王国、イメレティ王国の政治的関係の描写と、ヴァフタング5世、マリアム王妃、そして王子たちへの賛辞が含まれている。詩の作品としての質よりも、ヴァフタング5世の生涯とその時代に関する伝記的、歴史的情報の記述で注目されている。

### 王宮

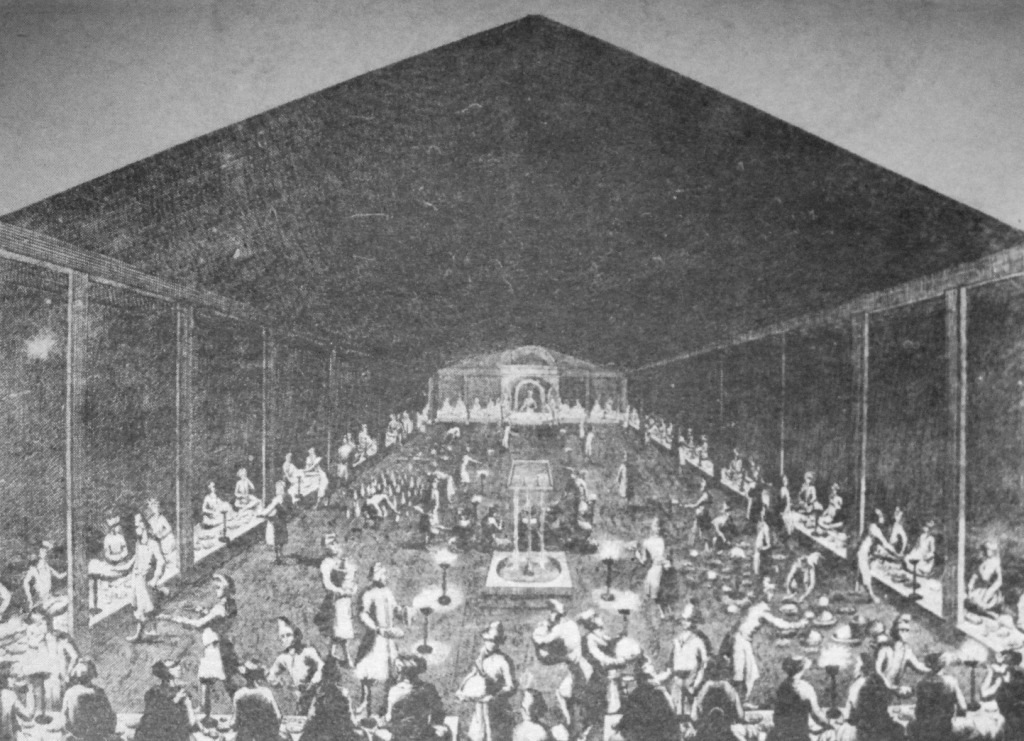
ジャン・シャルダンが描いた、ヴァフタング5世の王宮での宴会。

1675年頃にカルトリ王国の王宮がトビリシから移転するまで、ヴァフタング5世は王国の首都の中心にある壮麗な宮殿に居住していた。1672年から1673年にかけてトビリシを訪れたジャン・シャルダンは、この宮殿について詳しく述べている。
王国の宮殿は間違いなく、ティフリスで最も美しい装飾である。宮殿には大広間があり、川と広大な庭園に面している。庭園には多種多様な鳥類が集められた大きな鳥小屋、広い犬舎、そして見事な鷹狩り場がある。宮殿の前には広場があり、千頭もの馬を収容できる広場がある。広場の周囲は商店に囲まれており、長いバザールに通じている。バザールの端からは、宮殿の門と正面を見ることができる。
市内には風呂場が少ない。これは人々が皆、要塞にある温泉を利用するためである。これらの温泉の水は鉱泉であり、硫黄を含み、そしてとても熱いです……
王宮の隣には、かつてアルチル王の別邸として使用されていた、ペルシアのカヘティ総督邸があった。

## 賛辞
ペシャンギ・ヒタリシヴィリやパルサダン・ゴルギジャニゼといったヴァフタング5世と同時代の著述家たちは、一時的ではあったもののジョージアの再統一という最大の功績を評価し、ヴァフタング5世を模範的な君主として描いている。ヴァフタング5世はしばしば、戦場で戦うことを躊躇しない戦士たる君主として記憶されている。ペシャンギはヴァフタング5世について、次のように描写している。「虎のように敏捷で、獅子のように強く、満月のように輝き、彼の腕力の強さに耐えられるほど頑丈な弓は存在しない。獅子を攻撃することを恐れず、ジュ・ド・マイユに秀でて、野獣を追い立て、宴会ではあらゆる悲しみを消し去る歌を歌った」。
ヴァフタング5世の曾孫であるヴァフシティ・バグラティオニは、18世紀初頭にヴァフタング5世を称賛して次のように述べている。
さて。ヴァフタング王は力強く、精力的で、容姿端麗で、戦争経験が豊富で、勇敢で、射撃の名手で、競馬では傑出した騎手であった。弁論家や政治家に勝るとも劣らないほど計算力に優れていた。寛大であり、未亡人や孤児に対しても慈悲深く、適度に怒り、寛容さを示す術を知っていた。そして宗教的な面だけではなく、自分の事業においても満ち足りていた。王はカルトリとカヘティを統合し、一時的だがイメレティを支配し、要所要所で自身の法律と影響力を認めさせ、最終的にメスヘティを服従させた。さらには人々が放棄したカルトリ、トリアレティ、タシリ、アボツィを地を復興して再び住民を住まわせ、キリスト教と教会を繁栄させ、ロストムが破壊したあらゆるものを元の状態に戻すよう努めた。実際、ロストムの時代には主イエス・キリストの体と血とにあずかることを恥じていたが、ヴァフタング王はカトリコス・ドメンティの助けを借りて、告解と領聖の習わしを復活させた。
ドナルド・レイフィールドはヴァフタング5世を慈悲深い君主と評しているが、王室の刑罰として日常的に盲目刑を行い、1665年には反乱を起こしたトゥシェティの兵士たちを斬首したことも記録されている。W・E・D・アレンはヴァフタング5世について、傑出した、知的で、好戦的で、文化的な人物として描いている。W・E・D・アレンはヴァフタング5世を、コーカサス地方のみならずペルシアの帝国全体における、同時代で最も偉大な政治家の一人として扱っている。ヴァフタング5世が創り上げた王朝は、それまでのジョージアの歴代の王のような場当たり的な英雄主義とは異なる、知性と外交力を重視し一貫性を持った新しい政治階級の代表となった。デイヴィッド・マーシャル・ラングは、ヴァフタング5世をジョージアの王国後期時代で最も有能な王の一人と見なした。そしてヴァフタング5世の個人的な名声により、中東全域で尊敬される人物になったと述べている。

## 文献
- Brosset, Marie-Félicité (1858), Imprimerie de l'Académie impériale des sciences (ed.), Histoire moderne de la Géorgie, Saint-Pétersbourg{{citation2}}:  CS1メンテナンス: publisherのないlocation (カテゴリ)
- Péchangue (1858) [1665], Académie impériale des sciences (ed.), Შაჰნავაზიანი [Histoire en vers du roi Chah-Nawaz Ier] (グルジア語), translated by Marie-Félicité Brosset, Saint-Pétersbourg{{citation2}}:  CS1メンテナンス: publisherのないlocation (カテゴリ)
- Salia, Kalistrat (1980), Nino Salia, ed. (フランス語), Histoire de la nation géorgienne, Paris
- Assatiani, Nodar; Bendianachvili, Alexandre (1997), l'Harmattan, ed., Histoire de la Géorgie, Paris, p. 335, ISBN 2-7384-6186-7
- Allen, W.E.D. (1932), Routledge & Kegan Paul (ed.), A History of the Georgian People (英語), Londres{{citation2}}:  CS1メンテナンス: publisherのないlocation (カテゴリ)
- Rayfield, Donald (2012), Reaktion Books (ed.), Edge of Empires, a History of Georgia (英語), Londres, ISBN 978-1-78023-070-2{{citation2}}:  CS1メンテナンス: publisherのないlocation (カテゴリ)
- Assatiani, Nodar; Djanelidze, Otar (2009). Publishing House Petite. ed (英語). History of Georgia. Tbilissi. ISBN 978-9941-9063-6-7
- Lang, David Marshall (1957), Columbia University Press (ed.), The Last Years of the Georgian Monarchy (英語), New York{{citation2}}:  CS1メンテナンス: publisherのないlocation (カテゴリ)
- Assatiani, Nodar (2007), Tbilisi University Press (ed.), Საქართველოს ისტორია II [Histoire de la Géorgie] (グルジア語), vol. II, Tbilissi, ISBN 978-9941-13-004-5{{citation2}}:  CS1メンテナンス: publisherのないlocation (カテゴリ)
- Toumanoff, Cyril (1990). Les dynasties de la Caucasie chrétienne de l'Antiquité jusqu'au XIXe siècle. Tables généalogiques et chronologiques. Rome.
- Floor, Willem (2001), Mazda Publishers (ed.), Safavid Government Institutions (英語), Costa Mesa, ISBN 978-1-56859-135-3{{citation2}}:  CS1メンテナンス: publisherのないlocation (カテゴリ)
- 前田, 弘毅（著）、『上智アジア学』編集委員会 編（編）「パルサダン・ゴルギジャニゼのシューシュタル捕囚 : サファヴィー朝に仕えたあるグルジア系官人の生涯 (特集 イラン世界とその周辺地域－その形成と展開)」『上智アジア学 = The Journal of Sophia Asian studies』第25巻第25号、上智大学アジア文化研究所、東京、2007年12月27日、125–136頁、CRID 1050282814135904512、ISSN 02891417、NAID 110006992543。